# San Marino
San Marino (pronunciado en italiano estándar según el AFI /sam ma'riːno/), oficialmente llamada República de San Marino (en italiano, Repubblica di San Marino; en emiliano-romañol, Ripóbblica d’ San Marein), también conocida como Serenísima República de San Marino (Serenissima Repubblica di San Marino), es una república parlamentaria y el Estado soberano más antiguo del mundo. Es un enclave rodeado de territorio italiano, entre las regiones de Emilia-Romaña y las Marcas. La mayor parte de su territorio corresponde a las laderas del monte Titano, de 739 metros de altura, y se encuentra a 10 kilómetros del mar Adriático, por lo que, dada su ubicación, es un Estado sin salida al mar.
San Marino es uno de los tres únicos Estados soberanos enclavados sin litoral del mundo (Estados cuyo territorio está completamente rodeado por un solo país), junto con la Ciudad del Vaticano, también enclave en Italia, y Lesoto, estado enclave en Sudáfrica. Es además uno de los seis micro-Estados europeos.

## Etimología

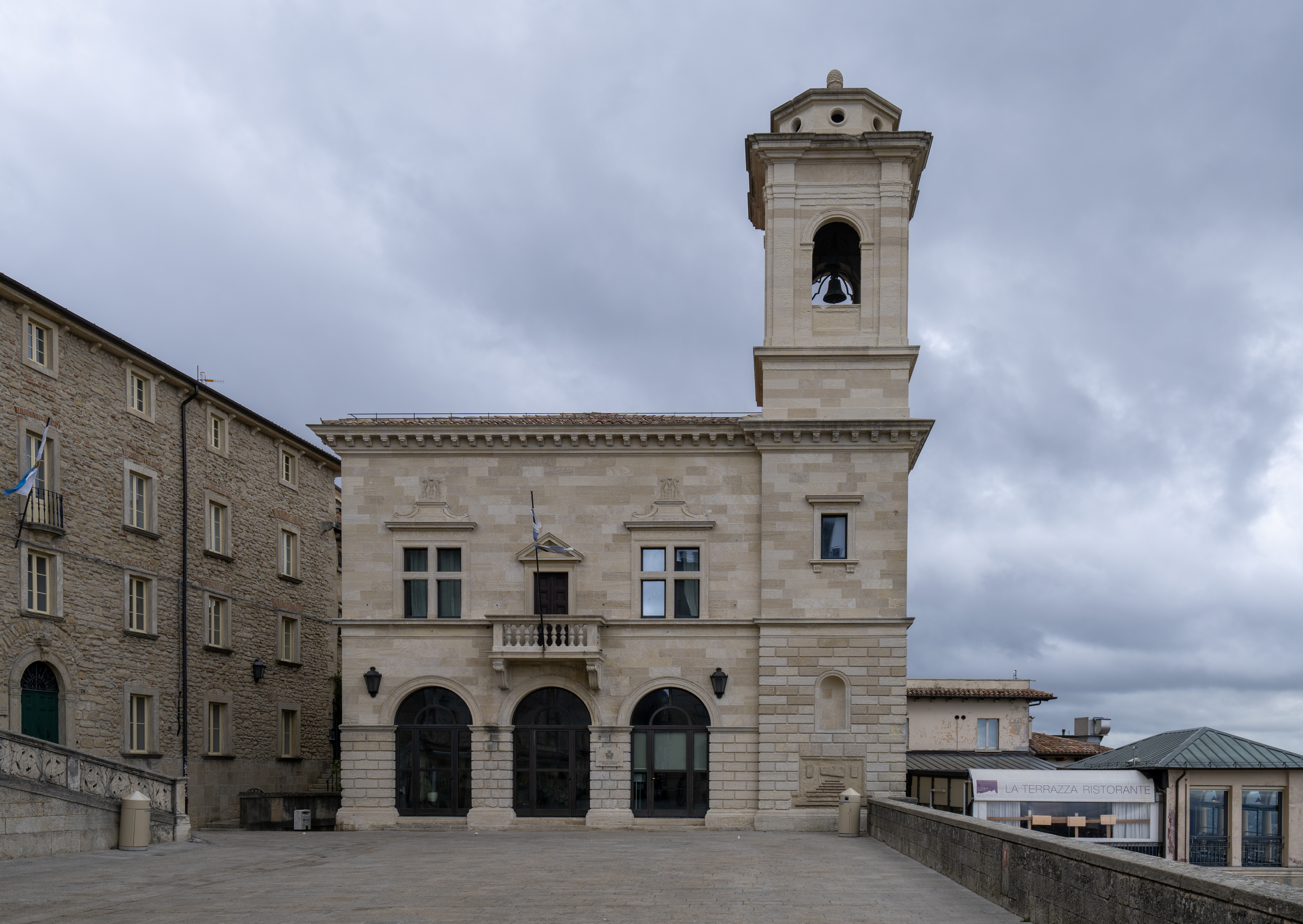
El Parva Domus fue finalizado en 1378 y alberga la Secretaría de Estado de Interior de San Marino (Segreteria di Stato per gli affari interni)

El país debe su nombre a Marino, un diácono, santo de la Iglesia católica. Según la tradición, Marino dejó la isla de Arbe (Rab), en la actual Croacia, para vivir en la ciudad de Rímini como cantero. Después de verse víctima de la persecución de Diocleciano por sus sermones cristianos, se escapó a las cercanías del Monte Titano, donde construyó una pequeña iglesia y así fundó la actual capital del Estado de San Marino. La fecha oficial de la fundación de la ciudad es el 3 de septiembre de 301.

## Historia

### Prehistoria y Antigüedad
Está demostrado que el lugar ha sido habitado desde tiempos prehistóricos, aunque la existencia documentada de la República comienza en el siglo X. En memoria del cantero Marino, la zona se llamó Tierra de San Marino, y más tarde se le dio el nombre de «República».
De acuerdo a la tradición, fue fundada en el año 301 cuando un cantero cristiano llamado Marinus el Dálmata o San Marino dejó la isla de Arbe para escapar de la política anticristiana del emperador romano Diocleciano. Marinus se escondió en la cima del Monte Titano, el más alto de los siete que posee San Marino, y fundó una pequeña comunidad cristiana. La propietaria del terreno, una compasiva mujer de Rímini, les dejó en herencia el territorio.
En tiempos de los lombardos, San Marino era propiedad del Ducado de Spoleto.

### Edad Media
A principios de la Edad Media se formó una comunidad monástica que, con el tiempo, prosperó y se constituyó en comuna, con ordenanzas republicanas propias que actualmente permanecen en vigor en su mayor parte y casi inalteradas.[cita requerida]
La comuna consiguió conservar, durante siglos, su propia independencia (gracias a la situación casi inaccesible del pueblo), a pesar de las continuas agresiones de las potencias limítrofes. El terreno disputado por las familias de los Rímini y Montefeltro, y sujeta a las luchas entre güelfos y gibelinos, logró mantener su independencia y aumentar su territorio.
El Gobierno estaba compuesto por una asamblea llamada Arengo, que estaba compuesta por todos los cabezas de familia. En 1243, San Marino abandonó el sistema feudal para convertirse en República, y se estableció la figura de los capitanes regentes (Capitani Reggenti) para actuar como jefes de Estado. Las primeras leyes datan de 1263. La Santa Sede, en ese tiempo en manos del papa Nicolás IV, reconoció la independencia de San Marino en 1291. El territorio, al principio, consistía únicamente en el monte Titano. Esto cambió en 1463, cuando entró en la alianza contra Segismundo Pandolfo Malatesta, señor de Rímini, que sería derrotado; debido a ello, el papa Pío II cedió a San Marino las ciudades de Fiorentino, Montegiardino y Serravalle. Y en ese mismo año, la ciudad de Faetano se unió a la República por su propia voluntad. Desde entonces, la superficie de la República ha permanecido hasta la actualidad invariable.

### Edad Moderna
San Marino redactó su actual conjunto de normas constitucionales el 8 de octubre de 1600.
En 1631, el papa reconoció definitivamente su independencia.El pequeño Estado fue reconocido por la Francia napoleónica en 1797, y por otros Estados europeos en 1815 durante el Congreso de Viena.
La «Serenísima República» ha sido ocupada militarmente tres veces en toda su historia, aunque por breve tiempo. Dos de ellas tuvieron lugar en la Edad Moderna. En 1503, César Borgia ocupó la república hasta poco antes de morir al cabo de unos meses. En 1739, el cardenal Alberoni volvió a invadir el pequeño Estado pero la desobediencia civil y las protestas ante el papa Clemente XII para obtener justicia dieron resultado.

### Edad Contemporánea

#### SigloXIX
Durante la Unificación italiana, San Marino participó en las guerras de Independencia y acogió a numerosos perseguidos políticos (entre ellos a Giuseppe Garibaldi).San Marino desempeñó un papel fundamental para Garibaldi, que encontró refugio en el monte Titano cuando se vio rodeado por cuatro ejércitos en Macerata Feltria en 1849 mientras intentaba llegar a Venecia.
Garibaldi pidió al Gran Consejo General el paso por San Marino. Al principio, la petición fue rechazada; más tarde se reiteró, pero Garibaldi, sin esperar respuesta, cruzó las fronteras con los mil quinientos hombres que le quedaban y solicitó personalmente el asilo. Uno de los Capitanes Regentes, Domenico Maria Belzoppi I —liberal y Carbonaro, encarcelado tras los disturbios de Rímini de 1845— se lo concedió a cambio de una garantía de independencia y de la defensa del pequeño Estado de los enfrentamientos armados.

A partir de entonces, San Marino siguió dando asilo a los refugiados y apoyando los levantamientos, aunque en un clima de recelo por parte del Estado Pontificio y de Austria. Los dos países planearon una ocupación armada para desafiar la libertad de la República. Gracias a la intervención de la Francia de Napoleón III, este intento no tuvo éxito. De hecho, en 1853, el secretario general de la República, Gian Battista Bonelli, fue asesinado por un grupo democrático.

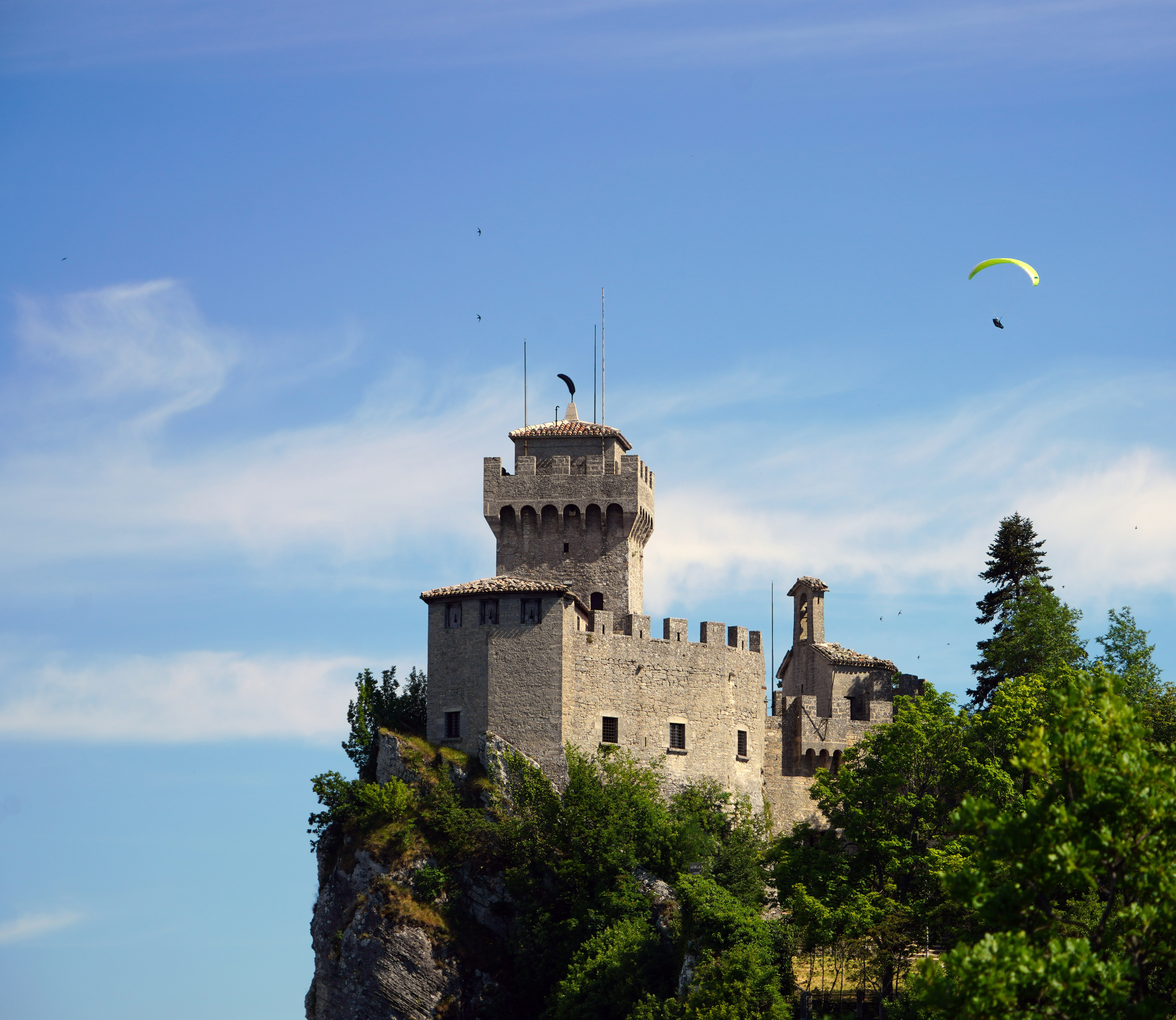
Castillo de La Cesta o Fratta, en San Marino

Con la unificación de Italia, cesaron los peligros de invasión por países extranjeros. Un "Tratado de Amistad", firmado el 22 de marzo de 1862 y revisado en 1939 y 1971, garantizaba la independencia de la República, la buena vecindad y fomentaba las relaciones comerciales. Las revisiones establecen una unión aduanera y una contribución anual garantizada por Italia.
A partir de la segunda mitad del siglo XIX, ciertas élites culturales abogaron por un proyecto de reforma para modernizar una sociedad agrícola fuertemente conservadora y atrasada cultural y económicamente.
Algunos signos de la transformación socioeconómica pueden verse en la creación del registro de la propiedad en 1858, la apertura de un nuevo hospital en 1865, la racionalización del sistema postal y la puesta en marcha del servicio telegráfico en 1880, la promulgación de un nuevo código penal que excluía la pena de muerte en 1865. De nuevo, en 1880, se refuerza el sector educativo con la contratación de numerosos profesores, se funda la Sociedad de Ayuda Mutua en 1876 para ayudar a la escasa clase trabajadora, que promueve la creación de la Cassa di Risparmio (Caja de Ahorros) en 1882.

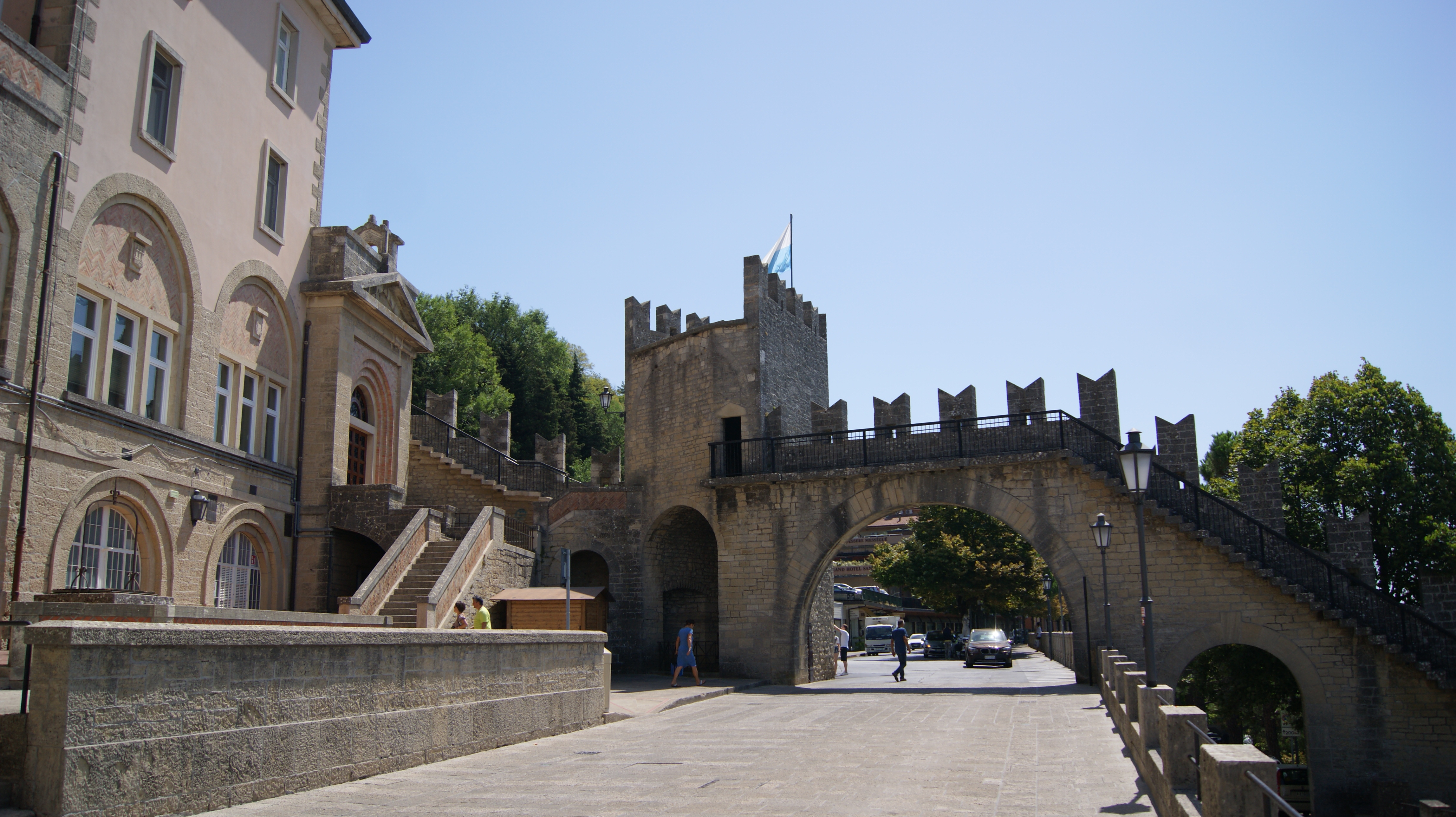
Paso en la Vía Donna Felicissima en San Marino

Debido a la unificación de la península itálica, la independencia de San Marino tuvo que sellarse con un tratado en 1862 con el emergente Reino de Italia, que fue revisado y corroborado en 1939 y 1971. 
A pesar de ser un país soberano, depende en gran medida de Italia, país cuyas fronteras lo rodean completamente desde la unificación de ésta en el siglo XIX.

#### SigloXX
Una revolución pacífica restauró en 1906 el sistema electivo del Gran Consejo General (órgano supremo del Estado), que se había convertido en un clan cerrado. Durante la Primera y Segunda Guerras Mundiales siguió los destinos de su vecina cisalpina. Al ser ocupada en 1943 por orden de Hitler, fue recuperada por los Aliados, pero en una contraofensiva de los alemanes volvió a ser ocupada, pero fue liberada finalmente en 1945. 

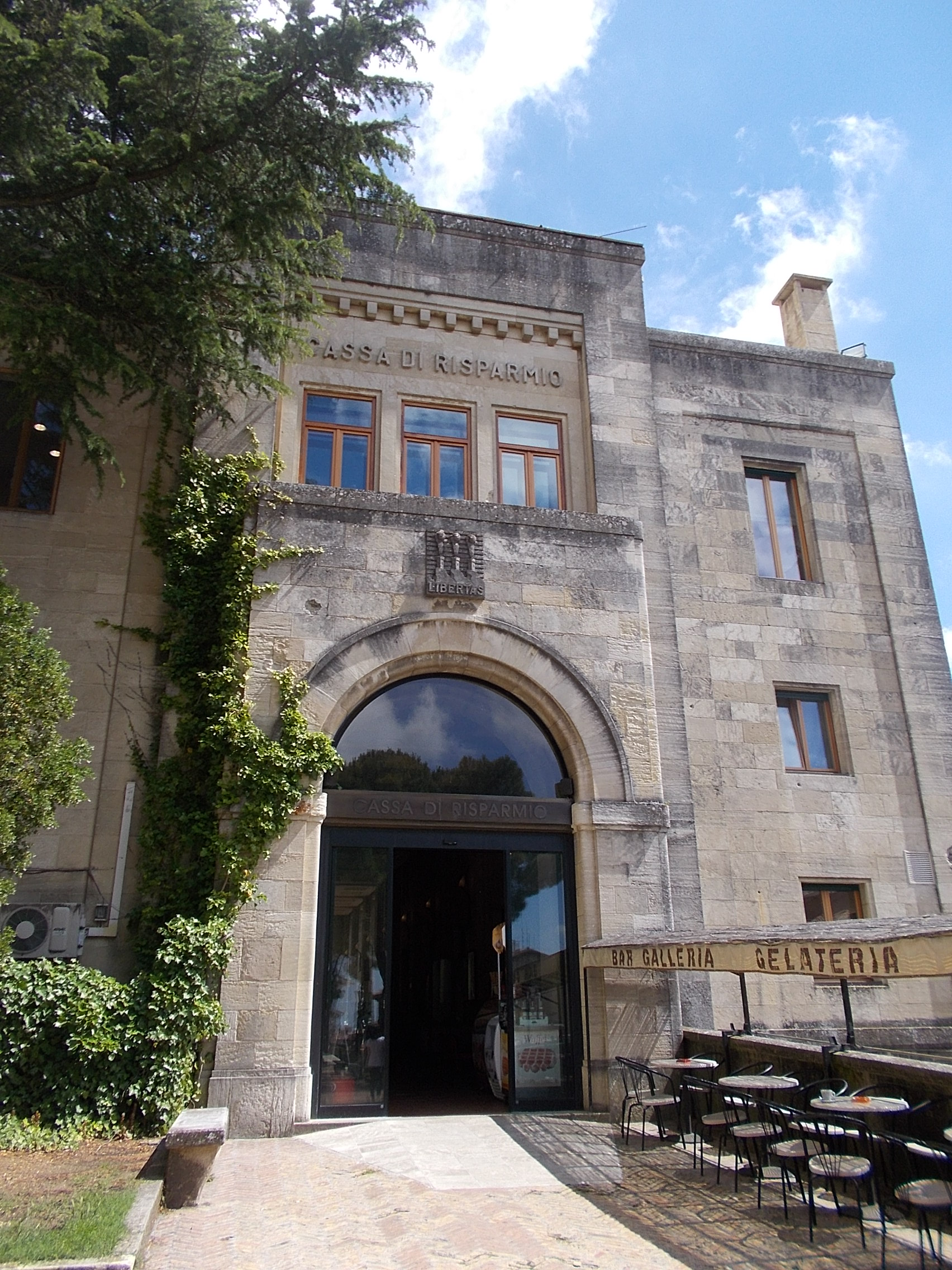
Cassa di Risparmio, Caja de Ahorros creada en 1882

La última de las tres ocupaciones militares que el país ha sufrido en su historia, tras las de 1503 por César Borgia y 1739 por el cardenal Alberoni, ocurrió en 1944 en el marco de la Segunda Guerra Mundial. San Marino era neutral en la guerra; sin embargo, la Wehrmacht (Ejército alemán) lo ocupó durante su retirada y fue seguido por los Aliados. En ese período se libró la llamada batalla de San Marino. Los Aliados solo permanecieron allí unas semanas. Tras la caída del fascismo, el país fue gobernado por un gobierno representativo de todas las fuerzas democráticas. Desde las elecciones generales de 1945 hasta 1957, la República fue gobernada por una coalición de izquierdas entre el Partido Comunista de San Marino (PCS) y el Partido Socialista de San Marino (PSS). Las elecciones políticas de 1955 confirmaron la mayoría parlamentaria a la coalición del PCS y el PSS. El gobierno italiano apenas toleraba al gobierno de izquierdas en plena Guerra Fría y en 1950 bloqueó las fronteras, lo que dificultó el comercio y provocó el cierre de algunas fábricas locales.
A través del gobierno social-comunista, se estableció en 1950 un sistema de Seguridad Social que incluía asistencia sanitaria para todos los ciudadanos y seguridad social; en 1955 se fundó el Instituto de la Seguridad Social.
El 14 de octubre de 1957, tras los acontecimientos de Rovereta, se formó un gobierno de coalición entre el Partido Demócrata Cristiano de San Marino (PDCS) y el Partido Socialista Democrático Independiente de San Marino (PSDIS). Las posteriores elecciones generales de 1959 confirmaron al PDCS y al PSDIS en la mayoría de los escaños parlamentarios. Esto condujo a una normalización de las relaciones internacionales: se pagaron los daños de guerra, Estados Unidos donó el acueducto y se llegó a un acuerdo con Italia para la construcción de la supercarretera. Las décadas de 1960 y 1970 vieron el reconocimiento de ciertos derechos civiles, incluido el voto para las mujeres en 1960. La mayoría sobrevivió hasta 1973, cuando se formó una nueva alianza entre el PDCS y el SDP que duró hasta 1978. Las elecciones políticas de 1978 supusieron el regreso al poder de una coalición formada por el Partido Comunista de San Marino, el Partido Socialista de San Marino y el Partido Socialista Unido. Se confirmó en las siguientes elecciones generales de 1983, pero se desintegró en 1986.

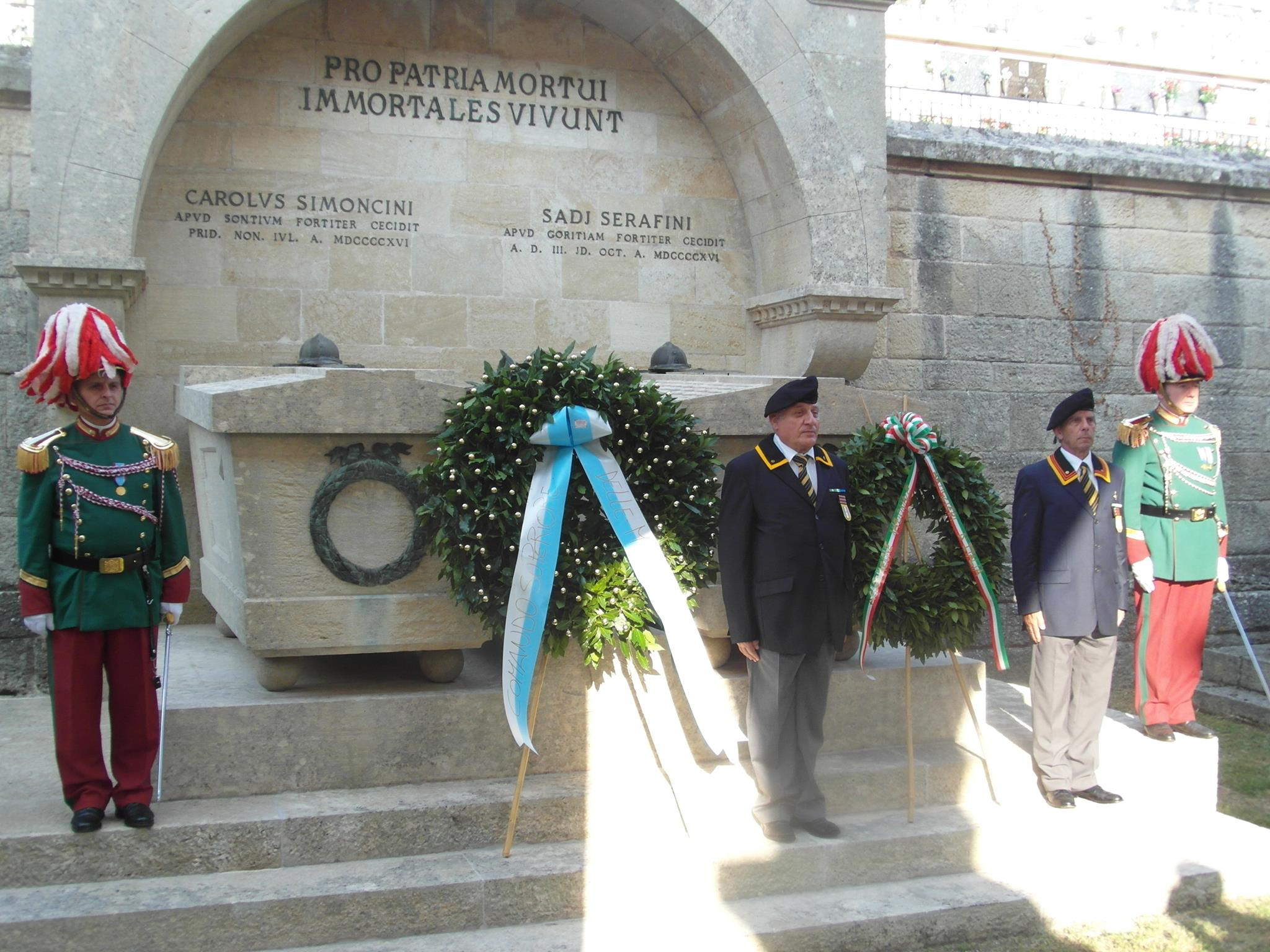
Tumbas de Carlo Simoncini y Sady Serafini, los dos únicos ciudadanos de San Marino que cayeron durante la Primera Guerra Mundial

A finales de los años 80 y 90, hubo importantes reconocimientos por parte de la comunidad internacional. Aunque depende en gran medida de Italia, a la que está vinculada por numerosos tratados, San Marino afirma con firmeza su soberanía e independencia, manteniendo relaciones diplomáticas y consulares con numerosos países europeos y americanos. Desde 1988, San Marino es miembro del Consejo de Europa, que presidió por primera vez en el primer semestre de 1990. En 1992 se convirtió en miembro de la ONU. En febrero de 2002 se firmó un acuerdo con la OCDE sobre fiscalidad, destinado a lograr una mayor transparencia en materia fiscal y bancaria, con el fin de luchar contra la evasión fiscal.
Tras las elecciones generales de 1998, se confirmó el gobierno de democristianos y socialistas, pero la continua inestabilidad política provocó la celebración de elecciones anticipadas. Sin embargo, las elecciones generales de 2001 confirmaron la mayoría del PDCS/PSS, una formación que se amplió para incluir al Partido Democrático en 2003. En las elecciones generales de 2006 se afirmó una coalición de centro-izquierda, liderada por el Partido de los Socialistas y Demócratas, nacido de la fusión del SDP y el PDD.
Con el fin de disminuir su dependencia de la República Italiana, este país ha venido conformando una serie de acuerdos con Suiza en los campos político, económico y social. Esta alianza ha abierto el camino a un nuevo tipo de relaciones diplomáticas, pioneras en el siglo XXI, pero que recuerdan, vagamente, a las relaciones internacionales de la época medieval.

## Gobierno y política

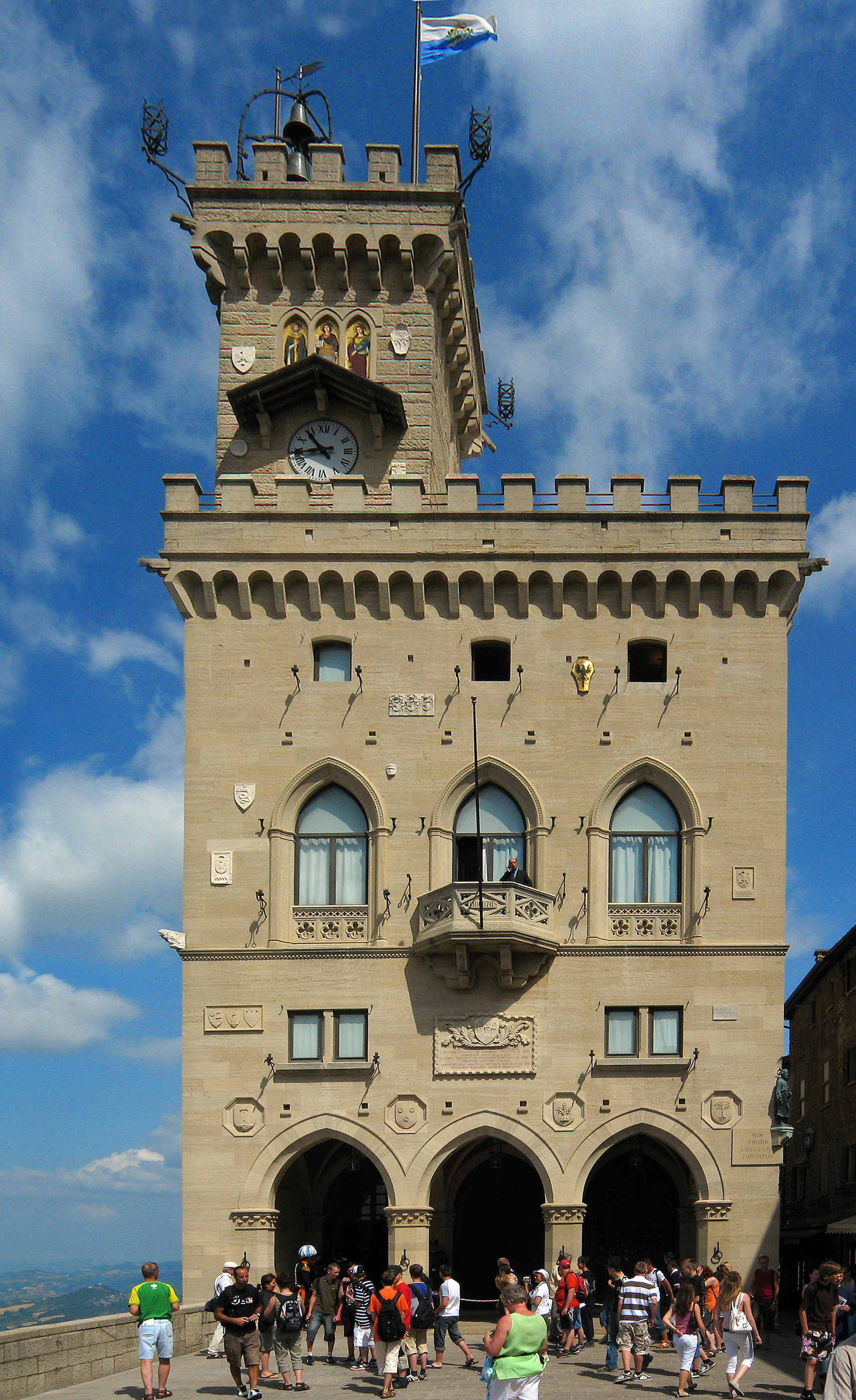
El Palacio Público (Palazzo Pubblico) sede del gobierno y parlamento de San Marino

San Marino es un micro-Estado; su ente legislativo es el Gran Consejo General de San Marino (Consiglio Grande e Generale), el cual es elegido por votación popular cada cinco años. Este parlamento escoge a dos de sus miembros como capitanes regentes por un período de seis meses. Los dos capitanes regentes y el Consejo de Ministros forman el poder ejecutivo del Gobierno.
El Consejo Grande y General también elige al Consiglio dei XII («Consejo de los Doce»), que forma el poder judicial durante la legislatura.
San Marino fue en principio gobernada por el Arengo, inicialmente formado por los cabezas de familia. En el siglo XIII la institución renunció a sus poderes en favor del Gran Consejo General. En 1243, los dos primeros capitanes regentes fueron nombrados por ese Consejo y esta forma de nombramiento continúa en uso actualmente.
San Marino, el quinto Estado más pequeño del mundo, también es la república más antigua del mundo.

### Poder Legislativo

#### El Consejo Grande y General
El Consejo está compuesto por 60 miembros elegidos cada 5 años mediante un sistema de representación proporcional en los nueve castelli. Estas divisiones administrativas corresponden a las viejas parroquias de la República, y cada uno es gobernado por un Consejo a cuya cabeza está un capitán elegido cada 5 años. El Gran Consejo General aprueba el presupuesto así como elige a los capitanes regentes, como cabezas del Ejecutivo.

#### Parlamento y cámara

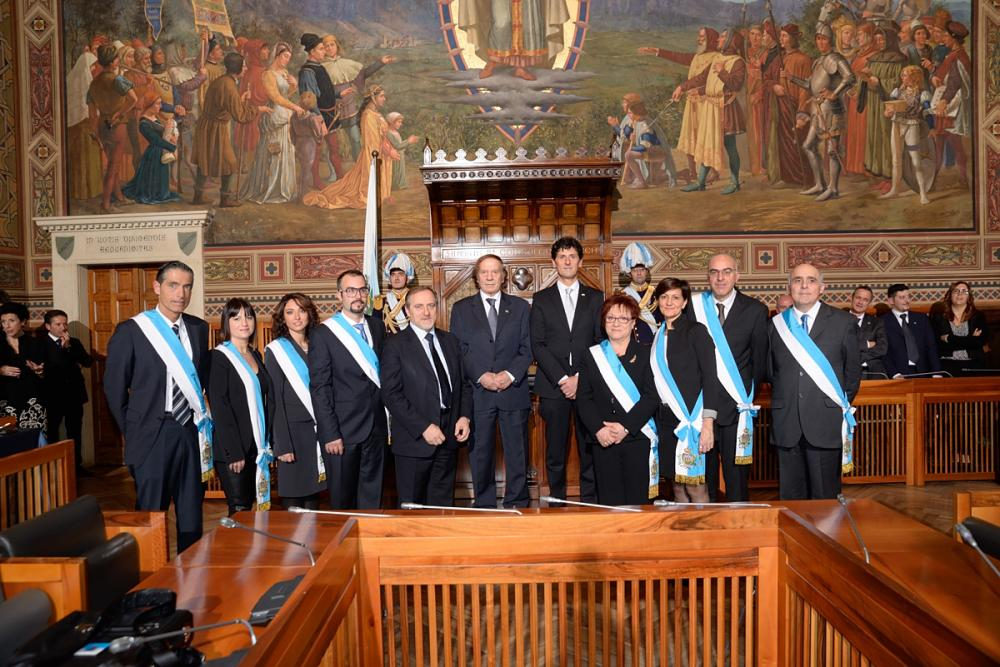
Capitanes regentes del gobierno de San Marino en 2014

El cuerpo legislativo está formado por el Gran Consejo General, el parlamento y una Cámara. Los miembros del Parlamento son elegidos cada cinco años y se responsabilizan de la legislación, justicia y la resolución de los problemas de jurisdicción. Además se encargan de la elección de los capitanes regentes, el Congreso de Estado, el Consejo de los Doce, la Comisión de Asesoramiento. El Parlamento también se encarga de ratificar los tratados con otros países. El Parlamento se divide en cinco Comisiones de Asesoramiento compuestas de 15 miembros que estudian, proponen y debaten la incorporación de nuevas leyes a ser discutidas en el Gran Consejo General.

### Cuerpos ejecutivos

#### Los capitanes regentes
Cada 6 meses, el Consejo elige dos capitanes regentes para desempeñar la tarea de jefes de Estado. Los regentes son elegidos de entre diferentes partidos, con lo cual la Jefatura está equilibrada. La investidura tiene lugar el 1 de abril y el 1 de octubre de cada año. Cuando el período termina, los ciudadanos tienen tres días para presentar quejas sobre los actos realizados por los regentes. Si son admitidas a trámite, se abre un procedimiento judicial contra el exjefe de Estado.

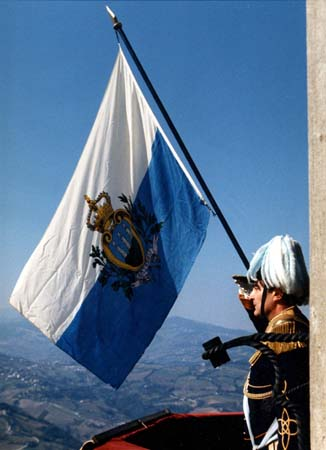
Un guardia del Consejo Grande y General saludando a la Bandera Nacional sanmarinense

La práctica del gobierno dual, así como la frecuencia de la reelección se derivan directamente de las costumbres de la República romana. El Consejo es equivalente al Senado romano y los capitanes regentes son la moderna versión de los cónsules de la antigua Roma.

#### El Congreso de Estado
El Congreso de Estado se compone de diez Secretarías que ejercen el poder ejecutivo. Es en realidad un gabinete de ministros.
Las diez secretarías son:
- Secretaría de Estado para Asuntos Exteriores y Políticos.
- Secretaría de Estado para Asuntos Internos y Defensa Civil.
- Secretaría de Estado de Finanzas, Presupuesto y Programación, Información y Relaciones con la Oficina de Numismática y Filatelia.
- Secretaría de Estado para la Educación, Cultura, Universidad y Justicia.
- Secretaría de Estado para Agricultura, Medio Ambiente y Territorio.
- Secretaría de Estado para la Seguridad Social y Sanidad.
- Secretaría de Estado para el Comercio y Relaciones con el Consejo Ciudadano.
- Secretaría de Estado para las Comunicaciones, Transporte, Relaciones con la Hacienda Autónoma del Estado, Servicio Turismo y Deportes.
- Secretaría de Estado para la Industria y la Artesanía.
- Secretaría de Estado de Trabajo y Cooperación.

### Cuerpos judiciales

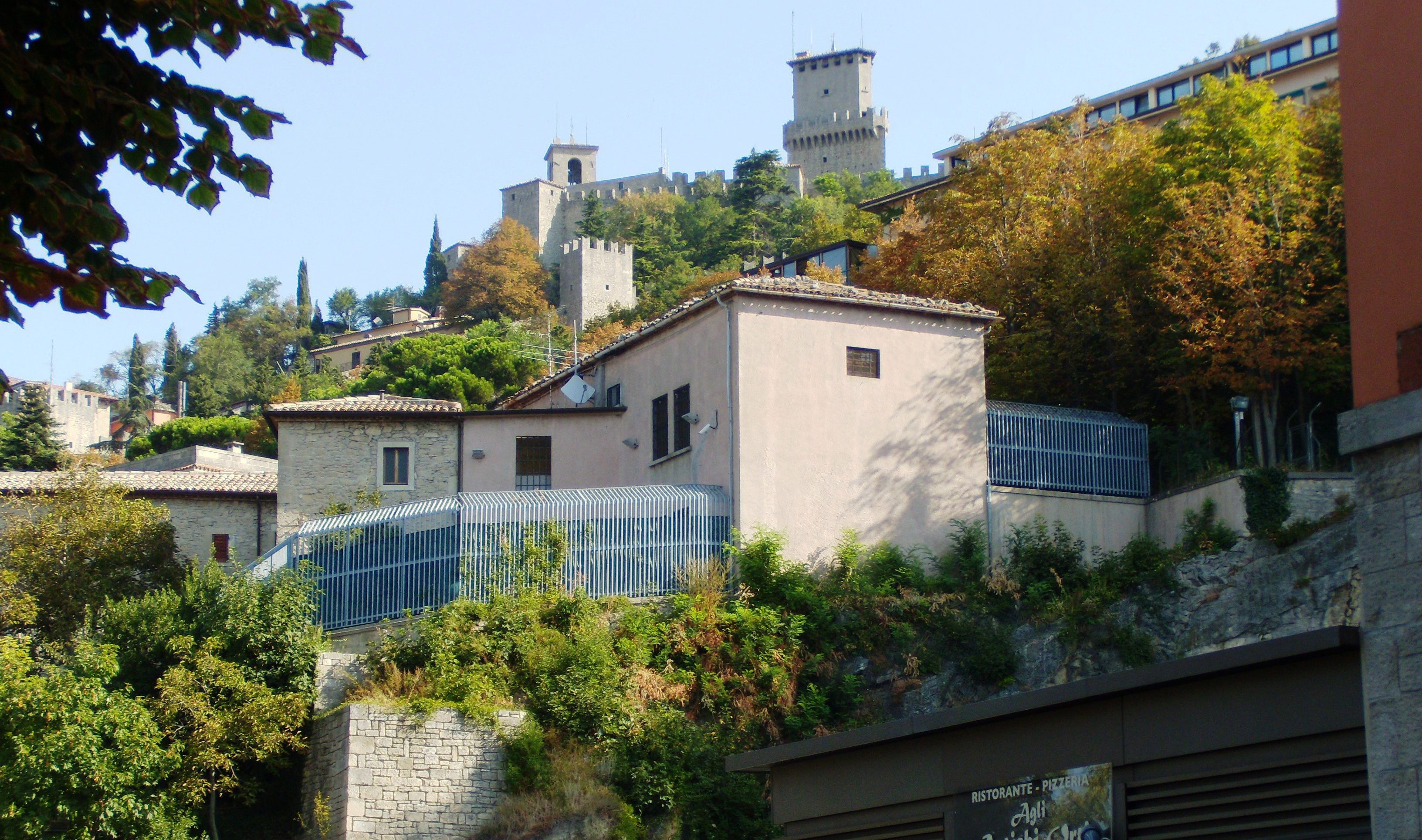
La cárcel de San Marino

#### El Consejo de los Doce
El Consejo de los Doce (Consiglio dei XII) es elegido por el Gran Consejo General para toda la legislatura, sirviendo de cuerpo judicial y también actúa como tercera instancia en la Corte de Apelaciones. Dos inspectores del gobierno representan al Estado en las cuestiones financieras y patrimoniales.

#### Organización judicial

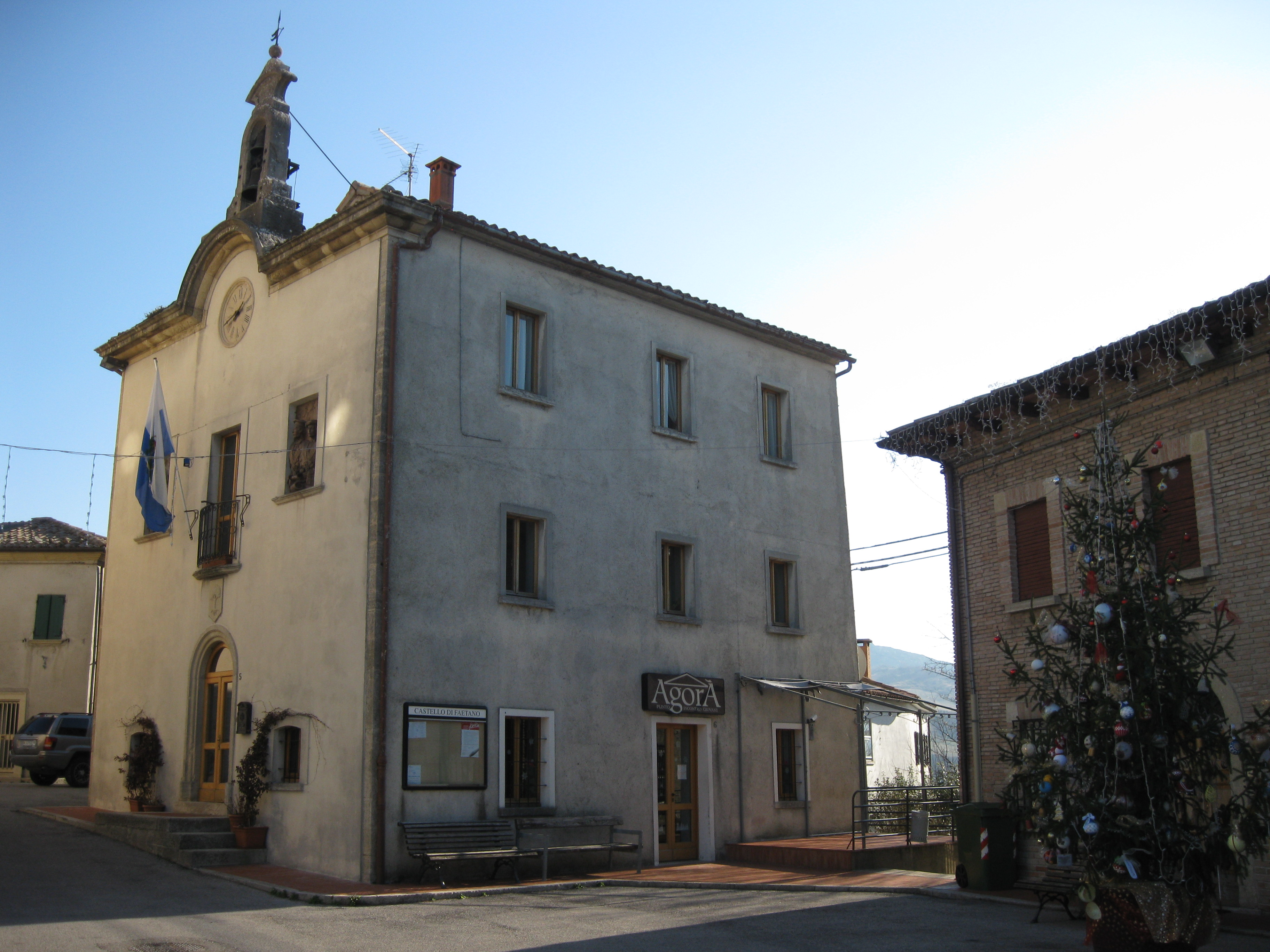
Sede del Ayuntamiento o Alcaldía de Faetano

El sistema judicial de San Marino se confía a miembros foráneos tanto por razones históricas como sociales. Los únicos jueces nativos son los jueces de Paz, quienes sólo pueden llevar causas civiles que no superen los 25 millones de liras (en la actualidad 13 000 euros). El Consejo de los Doce sirve como corte de apelación en tercera instancia.

### Partidos políticos
San Marino es una república democrática multipartidista. Los tres principales partidos políticos son el Partido Demócrata-Cristiano de San Marino (PDCS), el Partido de los Socialistas y Demócratas (PSD), y el Alianza Popular de San Marino (APSM) junto a otros varios más pequeños como la coalición Izquierda Unida de San Marino (IUSM) o el Nuevo Partido Socialista de San Marino (NPSSM). Debido a la pequeña población y territorio del país, es difícil para cualquier partido alcanzar una mayoría absoluta y la mayor parte de las veces se forma una coalición. Como resultado de las elecciones de 2016, la coalición Adesso.sm ocupa la mayoría de los escaños en el Consejo.
Debido a que el turismo representa más del 50 % de la economía, el gobierno ha suprimido los impuestos y los derechos aduaneros, excepto para la venta de monedas y sellos. Además el gobierno italiano le da a San Marino un presupuesto anual tras el Tratado Básico firmado por ambas partes.
Después de 2000, hubo un periodo de inestabilidad, con frecuentes cambios de coalición que siempre incluían al PDCS.
Con las elecciones generales de 2006, el gobierno fue formado por una coalición de centro-izquierda formada por el Partido Socialista y Demócrata (PSD), Izquierda Unida y la Alianza Popular de Demócratas de San Marino. El nuevo parlamento del Estado tomó posesión el 27 de julio de 2006.

Las principales cuestiones políticas están relacionadas con las relaciones económicas y administrativas con Italia, la integración en la Unión Europea, la normativa sobre ciudadanía y las reformas institucionales para la plena aplicación del Estado de Derecho.

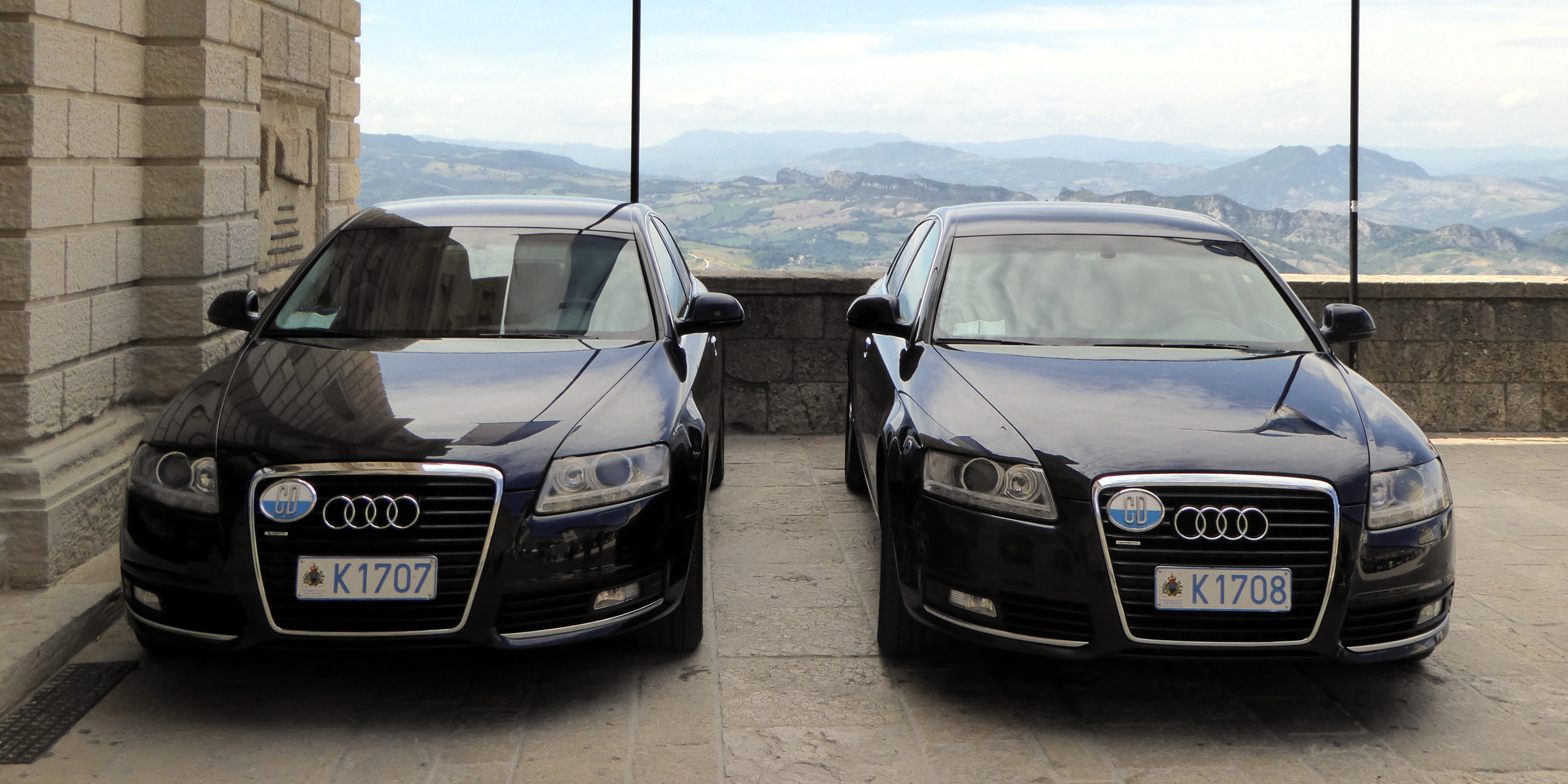
Limusinas que sirven de transporte para los capitanes regentes del Gobierno de San Marino

Las elecciones parlamentarias de 2008, convocadas a raíz de la crisis de gobierno, se celebraron en el marco de una ley electoral reformada que preveía la competencia política entre dos bandos. Frente a la coalición de centro-izquierda denominada Riforme e libertà, compuesta por el Partido de los Socialistas y Demócratas, los Demócratas de Centro e Izquierda Unida, se impuso el Patto per San Marino, una coalición compuesta por partidos de centro-derecha pero también de centro-izquierda (AP y el Nuevo Partido Socialista): Partido Demócrata Cristiano de San Marino, Alianza Popular de Demócratas de San Marino, Lista della Libertà (formada por el Nuevo Partido Socialista y Noi Sammarinesi), Unión de Moderados de San Marino, conforman el gobierno que tomó posesión el 3 de diciembre de 2008. Por primera vez en la historia política de San Marino, una mujer asumió el cargo de Secretaria de Estado de Asuntos Exteriores y Políticos.
En las posteriores elecciones políticas de 2012 ganó la coalición formada por el Partido Demócrata Cristiano de San Marino, Noi Sammarinesi, el Partido de los Socialistas y Demócratas y la Alianza Popular.
Al no haber alcanzado el 50 % + 1 de los votos válidos durante la primera vuelta, en las elecciones generales de 2016 se introdujo por primera vez una segunda votación, en la que ganó la coalición Adesso.sm formada por Sinistra Socialista Democratica, Civico 10 y Repubblica Futura.

### Asuntos de actualidad
La principal cuestión a la que se enfrenta el actual gobierno son los problemas económicos y administrativos derivados del estatus como enclave del país; al estar rodeado por Italia, lo lleva a una total dependencia financiera y comercial con el país vecino, a lo que se debe sumar que San Marino no pertenece a la Unión Europea. La otra prioridad es incrementar la transparencia y eficacia del Parlamento y sus relaciones con el Gabinete y los capitanes regentes.

### Relaciones exteriores
Los estados que mantienen embajadas residentes o consulados honorarios en San Marino son: Austria, Bulgaria, Francia, Japón, México, Mónaco, Rumanía, Italia, la Soberana Orden Militar de Malta, Croacia y la Santa Sede. Mientras que otros estados mantienen embajadas y consulados no residentes, comúnmente ubicados en Roma (en la vecina Italia). San Marino también mantiene consulados honorarios en algunos países, como Armenia.

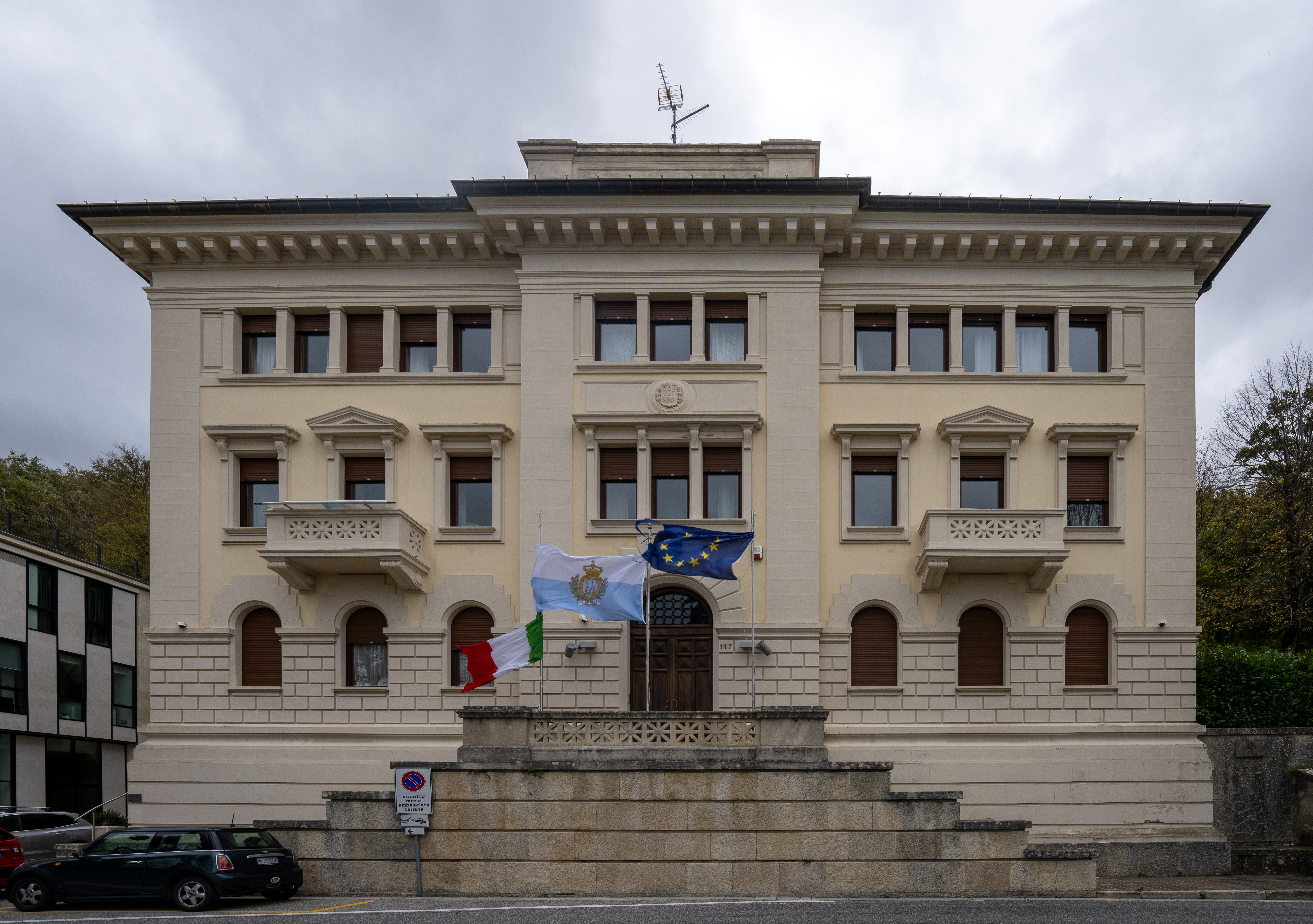
Embajada de Italia en San Marino

Del 31 de marzo al 1 de abril de 2013, el entonces secretario general de la ONU, Ban Ki-moon, fue el orador oficial de la recién elegida Reunión de Capitanes Regentes. "Aunque este país es pequeño, su importancia para las Naciones Unidas es tan alta como el Monte Titán", dijo el secretario general a los máximos responsables del país, los dos Capitanes Regentes, en referencia al sitio Patrimonio Mundial de la UNESCO de 739 metros. Ban también señaló que el país acogió a cinco veces más refugiados que su población durante la Segunda Guerra Mundial y elogió su énfasis en la protección de los derechos humanos. Esta fue la segunda visita a San Marino de un secretario general de la ONU, siendo la primera la de Boutros Boutros-Ghali en 1996.
Según datos de 2021, San Marino mantiene relaciones diplomáticas con 145 miembros de las Naciones Unidas, la Santa Sede, el territorio de Kosovo, la Soberana Orden Militar de Malta y, además, mantiene relaciones consulares con Haití e Irán.
Entre otras organizaciones internacionales, San Marino es miembro de pleno derecho de las Naciones Unidas, el Tribunal Internacional de Justicia, la Organización de las Naciones Unidas para la Educación, la Ciencia y la Cultura (UNESCO), el Fondo Monetario Internacional (FMI), la Organización Mundial de la Salud (OMS), la Organización Mundial del Turismo (OMT), el Consejo de Europa, el Comité Internacional de la Cruz Roja, la Corte Penal Internacional (CPI) y la Institución Internacional para la Unificación del Derecho Privado (UNIDROIT).
También coopera con UNICEF y el Alto Comisionado de las Naciones Unidas para los Refugiados y mantiene relaciones oficiales con la Unión Europea.

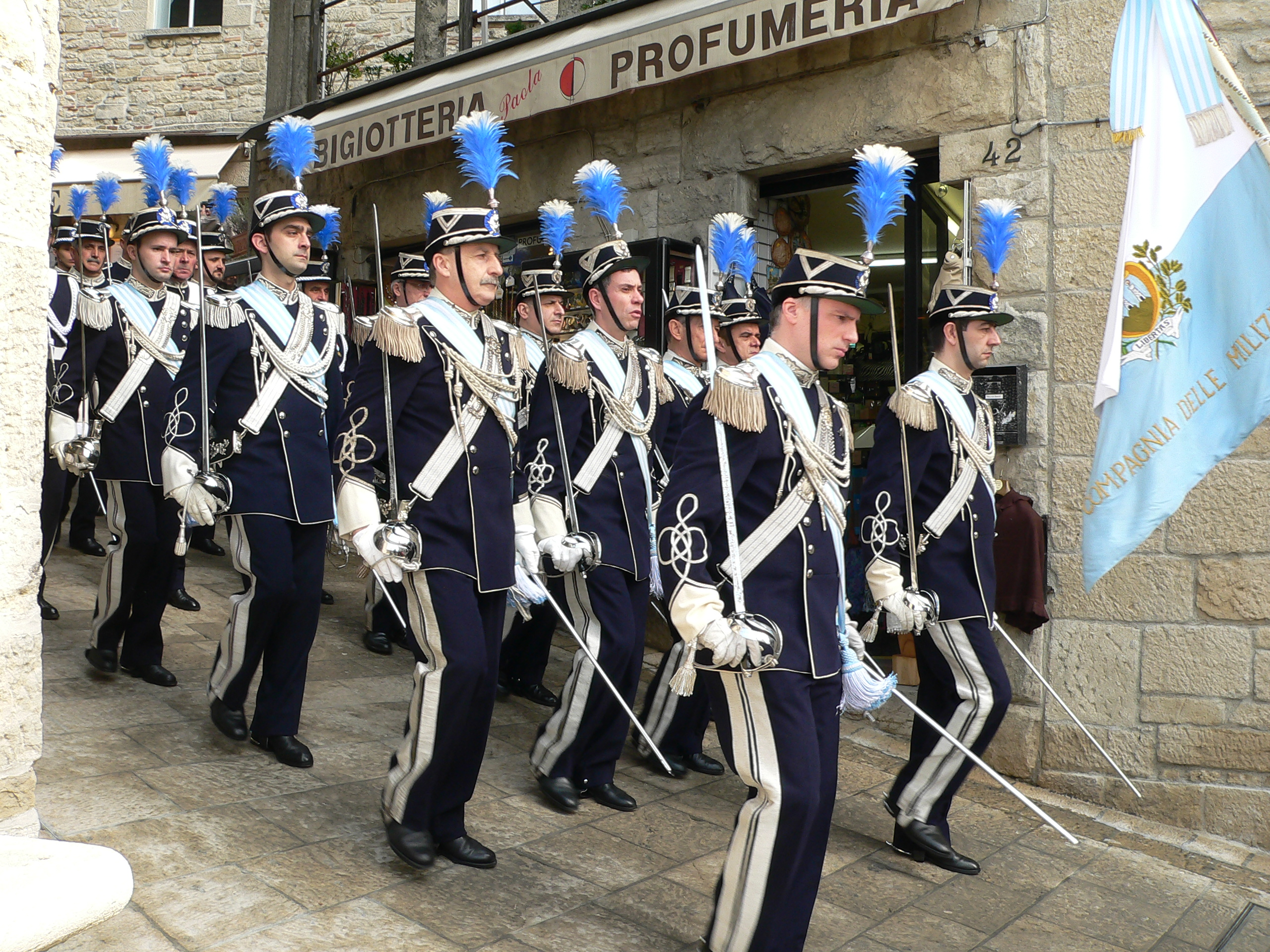
Desfile Militar en San Marino

Del 10 de mayo al 6 de noviembre de 1990, San Marino ocupó la presidencia semestral del Comité de Ministros del Consejo de Europa. La segunda presidencia de San Marino del Comité de Ministros del Consejo de Europa fue desde noviembre de 2006 hasta mayo de 2007.

### Defensa
Las Fuerzas Armadas Sanmarinenses (en italiano: Forze Armate Sammarinesi) son las fuerzas militares de defensa nacionales de la República de San Marino. Es una de las fuerzas militares más pequeñas del mundo, y sus diferentes ramas tienen funciones variadas, entre ellas: realizar tareas ceremoniales; patrullar las fronteras; montar guardia en los edificios gubernamentales; y asistir a la policía en casos criminales importantes. 
También existe una Gendarmería militar que forma parte de las fuerzas militares de la república. Todo el cuerpo militar de San Marino depende de la cooperación de las fuerzas a tiempo completo y de sus colegas retenidos (voluntarios), conocidos como Corpi Militari Volontari, o Fuerza Militar Voluntaria. La defensa nacional frente a una potencia mundial agresiva es, por acuerdo, responsabilidad de las fuerzas armadas italianas.
Los componentes del ejército (aparte del puramente histórico Cuerpo de Ballesteros) se distinguen (como en muchas naciones) por insignias de gorra distintivas, una para la Guardia de la Fortaleza (uniformada), la Guardia de la Fortaleza (artillería), la Guardia del Consejo, la Milicia Uniformada, el Conjunto Militar (banda) y la Gendarmería. No existe un servicio obligatorio, pero en circunstancias especiales los ciudadanos de entre 16 y 55 años pueden ser reclutados para la defensa del Estado.

### Policía

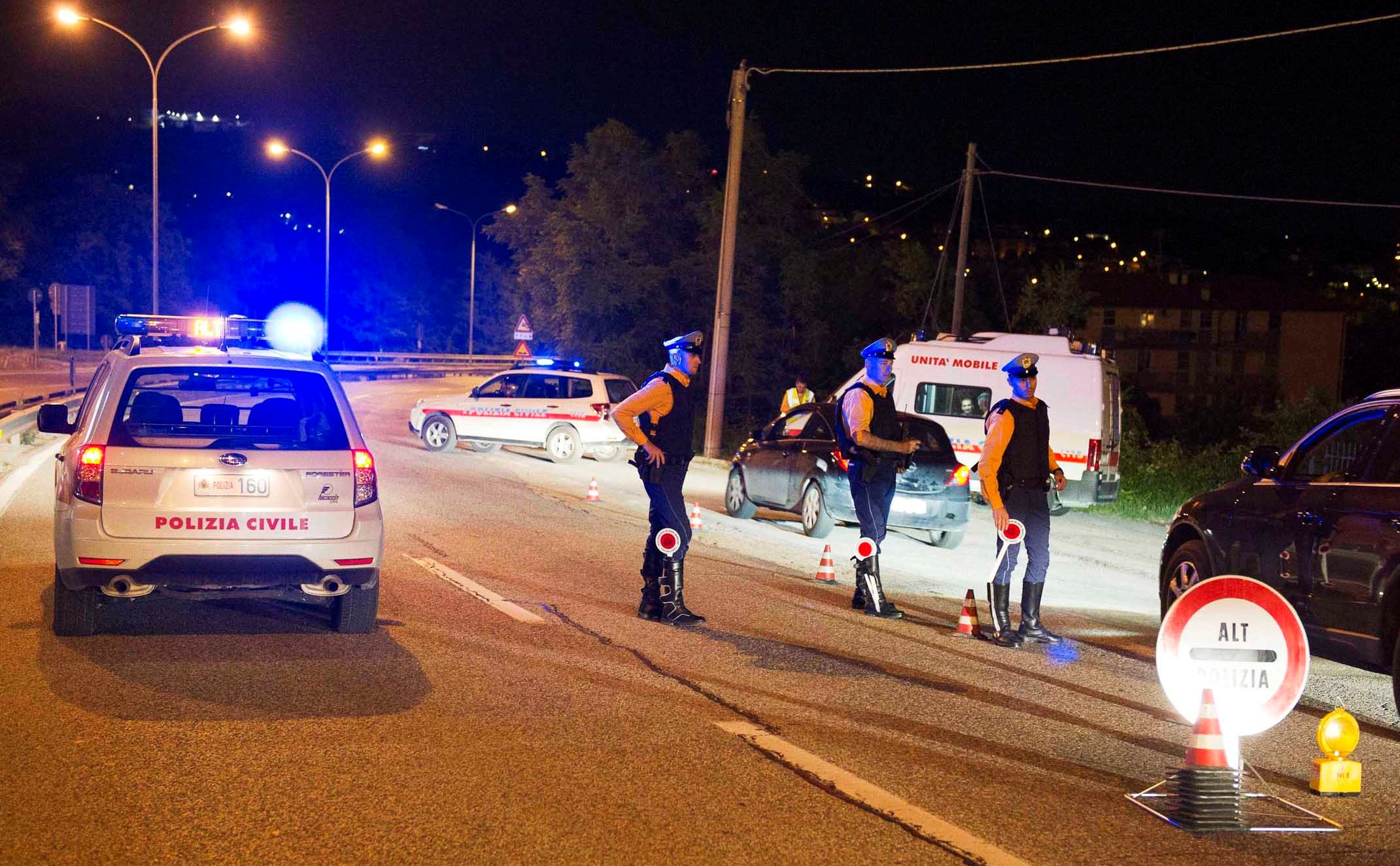
Policía Civil de San Marino (polizia civile)

La Policía Civil (en italiano: Corpo di Polizia Civile), fundada el 1 de enero de 1945, es una de las organizaciones encargadas de hacer cumplir la ley en San Marino, que vigila uno de los países más pequeños, pero tal vez uno de los más seguros del mundo. En 2011, sólo se encarceló a un preso, lo que convierte a San Marino en el país con menos encarcelados del mundo.
La Secretaría de Estado de Interior controla a la Policía Civil, que es responsable de la recaudación de impuestos, la seguridad nacional, el control del tráfico y la defensa civil. Según un informe del Gobierno de San Marino, en la actualidad hay alrededor de 50 agentes de policía y empleados civiles que prestan servicio en la Policía Civil. La Policía Civil está obligada por ley a cooperar con dos unidades militares, la Gendarmería y la Guardia de Fortaleza, que son responsables (a partir de la nueva normativa aprobada en 2008) de la vigilancia policial, la investigación criminal, la penitenciaría nacional, el cambio de guardia, la patrulla fronteriza, el control aduanero, la protección personal y la seguridad nacional.

### Derechos humanos
En materia de derechos humanos, respecto a la pertenencia a los siete organismos de la Carta Internacional de Derechos Humanos, que incluyen al Comité de Derechos Humanos (HRC), San Marino ha firmado o ratificado:
| San Marino | Tratados internacionales | Tratados internacionales  | Tratados internacionales | Tratados internacionales | Tratados internacionales    | Tratados internacionales    | Tratados internacionales  | Tratados internacionales    | Tratados internacionales | Tratados internacionales    | Tratados internacionales  | Tratados internacionales | Tratados internacionales    | Tratados internacionales    | Tratados internacionales | Tratados internacionales  | Tratados internacionales    | Tratados internacionales    |
| --- | ------------------------ | ------------------------- | ------------------------ | ------------------------ | --------------------------- | --------------------------- | ------------------------- | --------------------------- | ------------------------ | --------------------------- | ------------------------- | ------------------------ | --------------------------- | --------------------------- | ------------------------ | ------------------------- | --------------------------- | --------------------------- |
| San Marino | CESCR                    | CESCR                     | CCPR                     | CCPR                     | CCPR                        | CERD                        | CED                       | CEDAW                       | CEDAW                    | CAT                         | CAT                       | CRC                      | CRC                         | CRC                         | CRC                      | MWC                       | CRPD                        | CRPD                        |
| San Marino | CESCR                    | CESCR-OP                  | CCPR                     | CCPR-OP1                 | CCPR-OP2-DP                 | CERD                        | CED                       | CEDAW                       | CEDAW-OP                 | CAT                         | CAT-OP                    | CRC                      | CRC-OP-AC                   | CRC-OP-SC                   | CRC-OP-CP                | MWC                       | CRPD                        | CRPD-OP                     |
| Pertenencia | Firmado y ratificado.    | Ni firmado ni ratificado. | Firmado y ratificado.    | Firmado y ratificado.    | Firmado pero no ratificado. | Firmado pero no ratificado. | Ni firmado ni ratificado. | Firmado pero no ratificado. | Firmado y ratificado.    | Firmado pero no ratificado. | Ni firmado ni ratificado. | Firmado y ratificado.    | Firmado pero no ratificado. | Firmado pero no ratificado. | Sin información.         | Ni firmado ni ratificado. | Firmado pero no ratificado. | Firmado pero no ratificado. |
| Firmado y ratificado, firmado, pero no ratificado, ni firmado ni ratificado, sin información, ha accedido a firmar y ratificar el órgano en cuestión, pero también reconoce la competencia de recibir y procesar comunicaciones individuales por parte de los órganos competentes. |                          |                           |                          |                          |                             |                             |                           |                             |                          |                             |                           |                          |                             |                             |                          |                           |                             |                             |

## Organización territorial

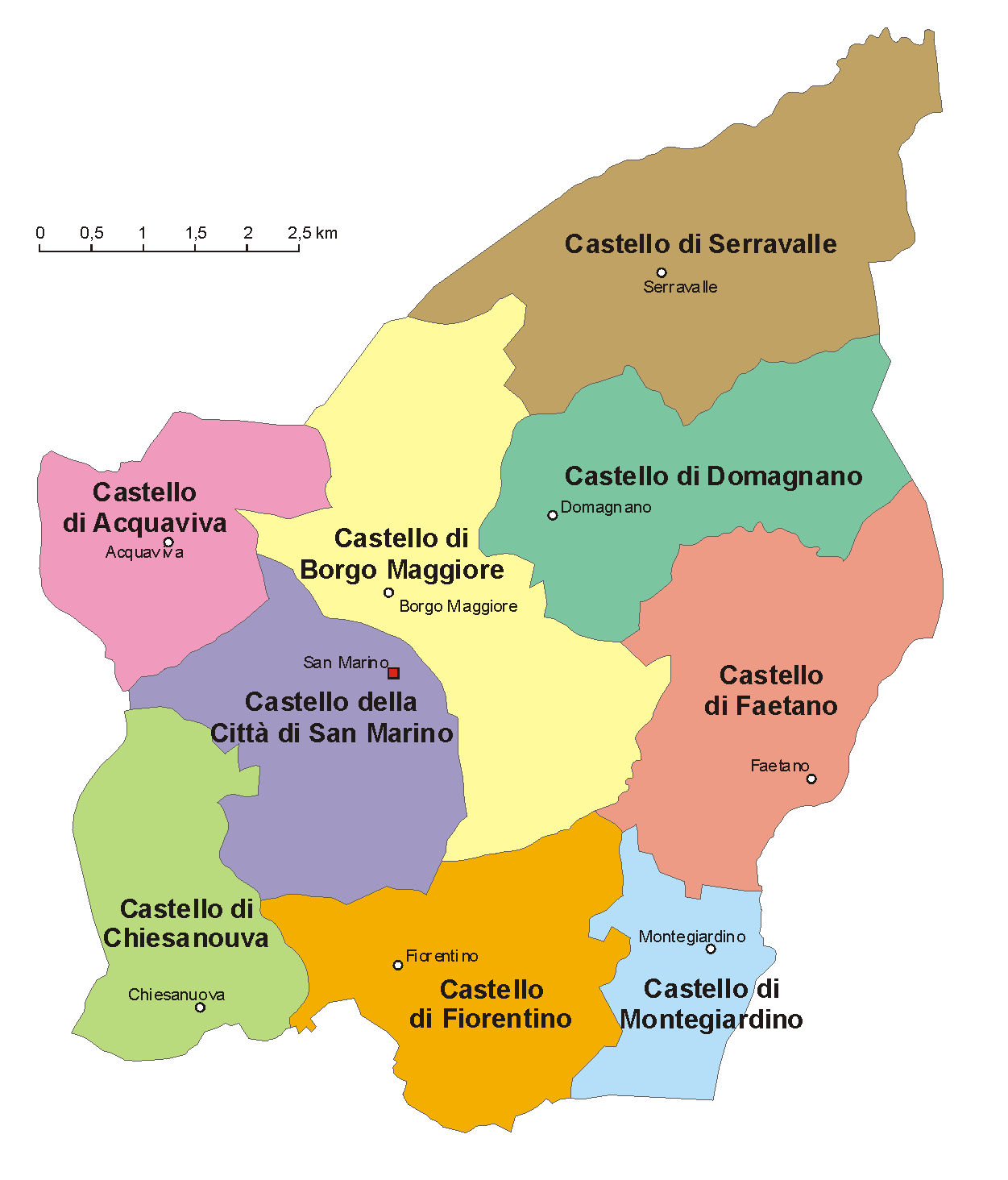
Mapa de los municipios de la República de San Marino

San Marino está dividido en nueve municipios o castelli (castillos) que también tienen la consideración de ciudades:
| - Acquaviva - Borgo Maggiore - Chiesanuova (San Marino) - Montegiardino - Domagnano | - Faetano - Fiorentino - San Marino - Serravalle |

## Geografía
San Marino es un enclave de Italia, en la frontera entre las regiones de Emilia-Romaña y Marcas. Su topografía está dominada por los Apeninos. El punto más alto del país es el monte Titano, a 739 metros. No hay ríos de importancia.

Según WWF, el territorio de San Marino pertenece a la ecorregión denominada bosque esclerófilo y semicaducifolio de Italia.

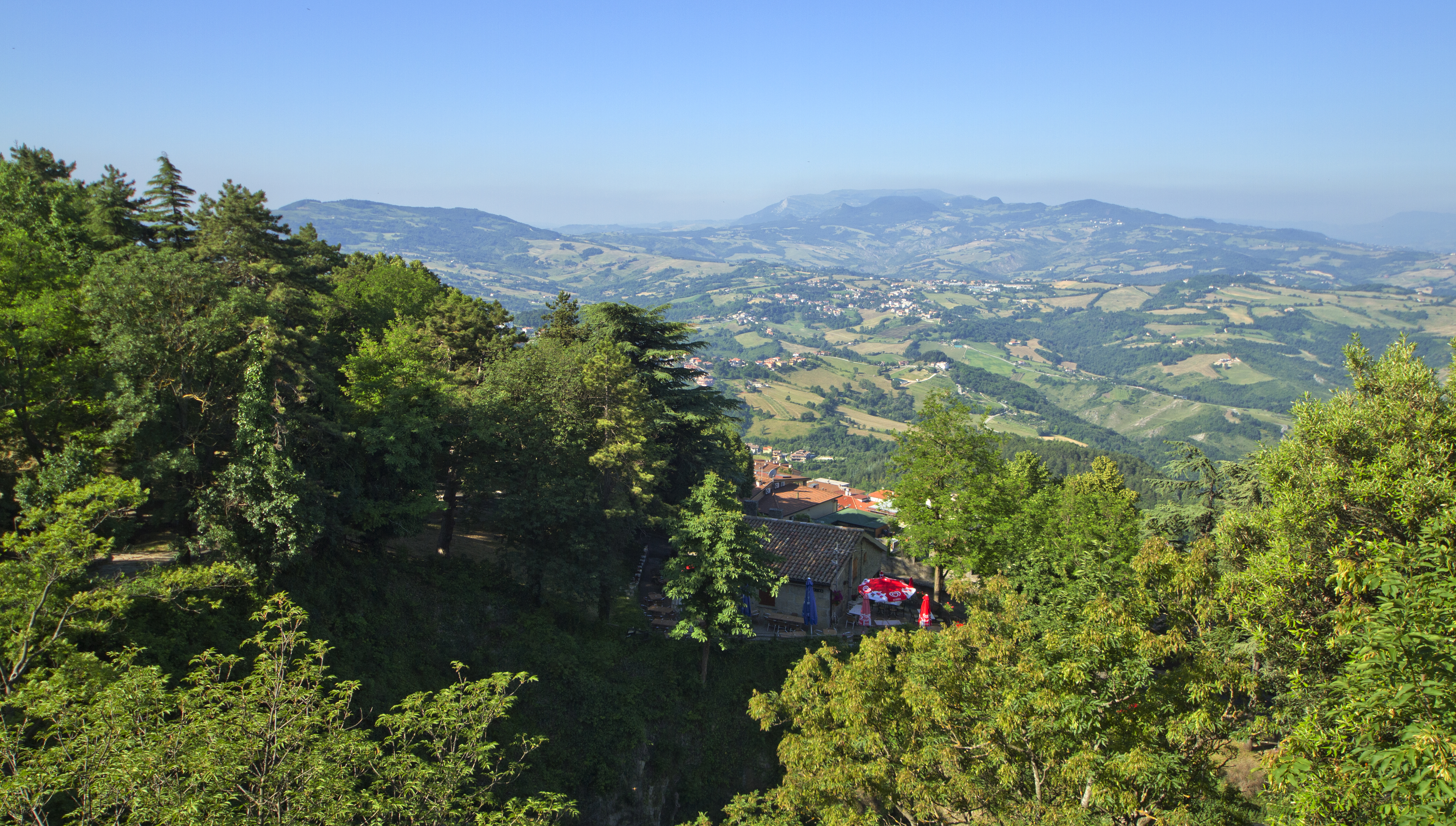
Área boscosa de San Marino

San Marino es el tercer Estado más pequeño de Europa, tras la Ciudad del Vaticano y Mónaco.

### Clima
El clima es subtropical húmedo, con veranos calurosos e inviernos fríos.
| Parámetros climáticos promedio de San Marino | Parámetros climáticos promedio de San Marino | Parámetros climáticos promedio de San Marino | Parámetros climáticos promedio de San Marino | Parámetros climáticos promedio de San Marino | Parámetros climáticos promedio de San Marino | Parámetros climáticos promedio de San Marino | Parámetros climáticos promedio de San Marino | Parámetros climáticos promedio de San Marino | Parámetros climáticos promedio de San Marino | Parámetros climáticos promedio de San Marino | Parámetros climáticos promedio de San Marino | Parámetros climáticos promedio de San Marino | Parámetros climáticos promedio de San Marino |
| Mes                                          | Ene.                                         | Feb.                                         | Mar.                                         | Abr.                                         | May.                                         | Jun.                                         | Jul.                                         | Ago.                                         | Sep.                                         | Oct.                                         | Nov.                                         | Dic.                                         | Anual                                        |
| -------------------------------------------- | -------------------------------------------- | -------------------------------------------- | -------------------------------------------- | -------------------------------------------- | -------------------------------------------- | -------------------------------------------- | -------------------------------------------- | -------------------------------------------- | -------------------------------------------- | -------------------------------------------- | -------------------------------------------- | -------------------------------------------- | -------------------------------------------- |
| Temp. máx. media (°C)                        | 7                                            | 9                                            | 14                                           | 17                                           | 23                                           | 28                                           | 30                                           | 30                                           | 25                                           | 20                                           | 13                                           | 8                                            | 18.7                                         |
| Temp. media (°C)                             | 4                                            | 6                                            | 10                                           | 13                                           | 19                                           | 23                                           | 25                                           | 25                                           | 20                                           | 16                                           | 10                                           | 5                                            | 14.7                                         |
| Temp. mín. media (°C)                        | 1                                            | 2                                            | 6                                            | 9                                            | 15                                           | 18                                           | 20                                           | 20                                           | 16                                           | 12                                           | 7                                            | 3                                            | 10.8                                         |
| Precipitación total (mm)                     | 34.0                                         | 37.6                                         | 34.2                                         | 51.5                                         | 41.6                                         | 36.0                                         | 34.5                                         | 49.2                                         | 85.6                                         | 69.8                                         | 59.2                                         | 75.4                                         | 608.6                                        |
| Fuente: World Weather Online                 |                                              |                                              |                                              |                                              |                                              |                                              |                                              |                                              |                                              |                                              |                                              |                                              |                                              |

### Áreas protegidas

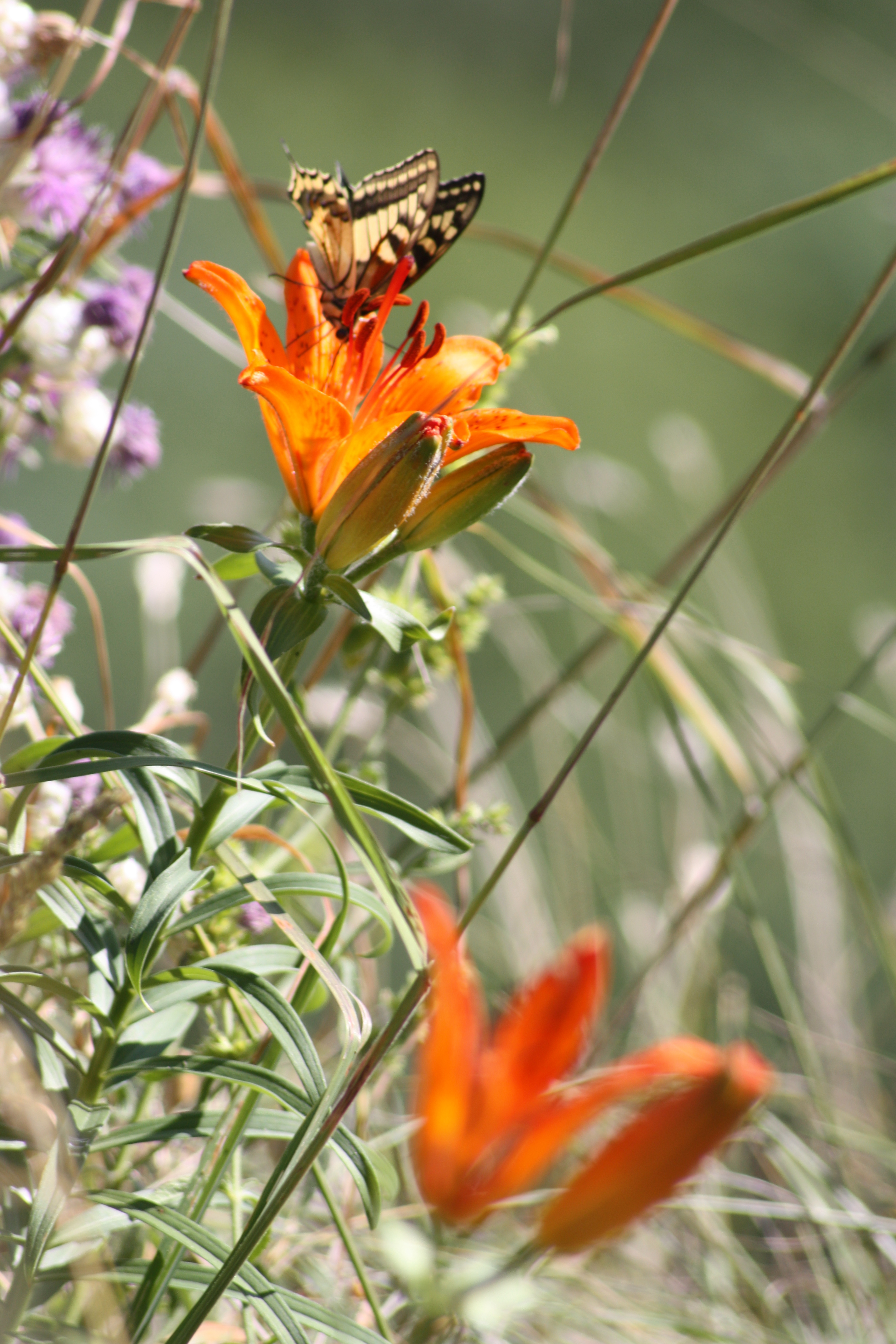
Mariposa en una flor en San Marino

En la República de San Marino existen algunas zonas seminaturales caracterizadas por la flora mediterránea y la fauna típica de los Apeninos. Debido a la elevada antropización del territorio, no existen ecosistemas completamente intactos, pero sí parques naturales y zonas forestales protegidas, y reservas de caza y pesca.
Los bosques de monte bajo de las laderas del monte Titano, junto con sus hábitats rocosos, son reservas naturales de facto.
La legislación de San Marino prevé diferentes tipos de zonas protegidas:
- espacios naturales protegidos (aree naturalistiche tutelate)
- zonas de parque (aree a parco)
- reservas naturales (riserve naturali)
- reservas naturales integrales (riserve naturali integrali)
- zonas agrícolas (aree agricole)
- zonas de calanque (aree calanchive)
- emergencias paisajísticas (emergenze paesistiche)
- zonas verdes urbanas (aree a verde urbano)

#### Parques naturales
- Parque Natural del Monte Titano[64]
- Parque Natural de Montecchio[65]
- Parque de Monte Cerreto[66]

#### Otras zonas protegidas

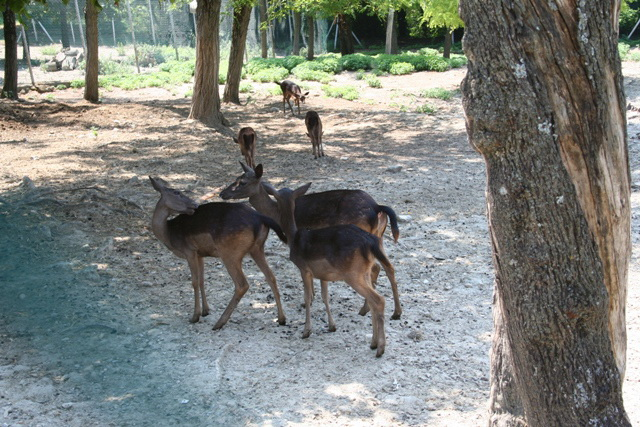
El gamo común o europeo (Cervus dama) en el parque natural de Montecchio

- Parque Ausa en Dogana
- Parque Laiala en Serravalle
- Arboreto de Ca' Vagnetto
- Pinar de Domagnano
- Área natural protegida de Maiano

### Flora y fauna
Las empinadas laderas del Monte Titano y el paisaje de colinas que rodean el macizo montañoso están relativamente densamente forestados y presentan la típica vegetación mediterránea. Incluye bosques caducifolios con arces y olmos, así como bosques perennifolios con encinas y pinos; en el bosque perennifolio de matorral crecen los arbustos de macchia, laurel, mirto y lavanda, así como madroños y olivos.
La fauna del país incluye principalmente especies que se consideran sucesoras culturales del ser humano y, como tales, también se encuentran en las inmediaciones de los asentamientos humanos. Entre ellos están los zorros, las liebres, los erizos y las martas. Otras especies, como los corzos y las comadrejas, prefieren como hábitat las zonas forestales más densas. La avifauna es rica en especies. Los halcones crían en nichos en las rocas o en árboles altos, y entre las aves cantoras se encuentran ruiseñores, oropéndolas, jilgueros, verdecillos y pardillos.

## Economía

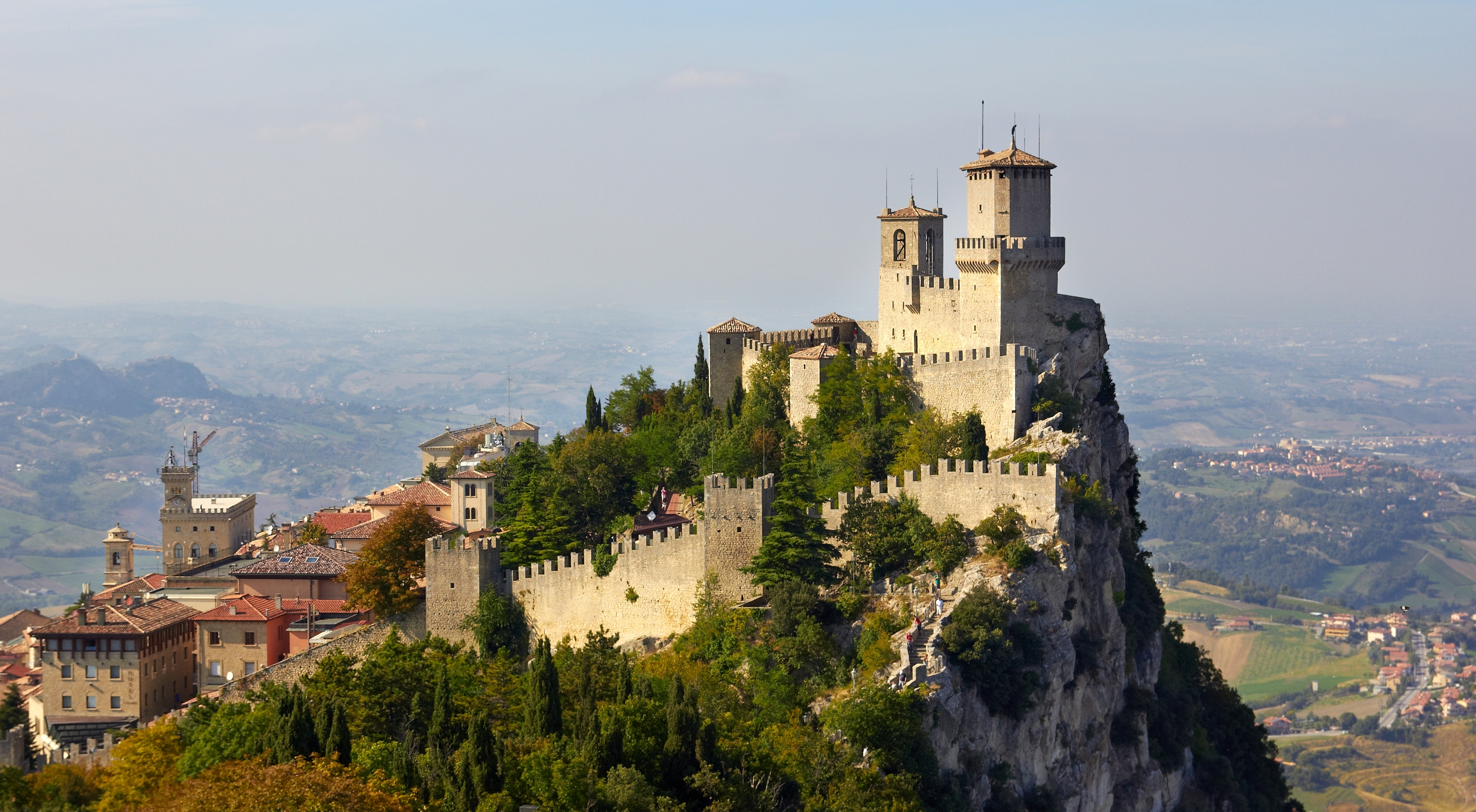
Fortaleza de la Guaita una de las Tres Torres de San Marino

A pesar de que la república no es un miembro oficial de la eurozona, se le ha permitido usar el euro como moneda nacional en virtud de acuerdos con el Consejo de la Unión Europea, por lo que puede estampar su propio diseño nacional en la cara correspondiente.
Antes del euro, la moneda era la lira sanmarinense, que era intercambiable con la italiana. Tanto la lira como el euro del país al ser producidas en pequeño número están muy cotizadas en el mercado de los coleccionistas.
El turismo representa más del 50 % del PIB, con más de tres millones de visitantes en 1997. También es importante la banca, la electrónica y la cerámica. Los productos agrícolas son el vino y el queso.
Los sellos postales, sólo válidos para la república, son mayoritariamente vendidos para la filatelia y representan un importante capítulo de los ingresos.
Desde 1997 el nivel de vida se ha venido incrementando por encima del italiano debido a un incipiente crecimiento económico en el sector financiero del país.

### Impuestos

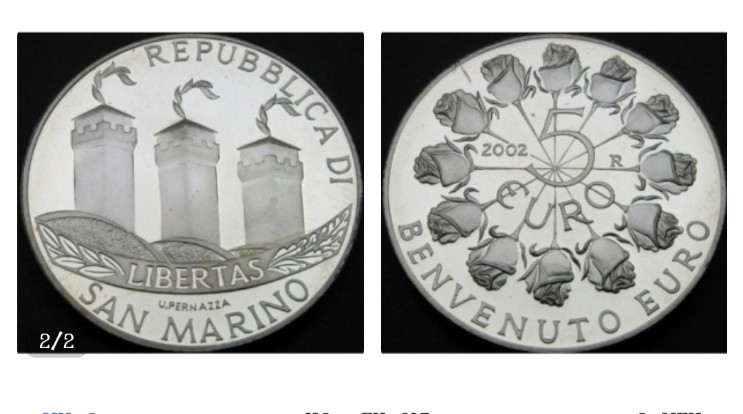
Monedas conmemorativas de 5 Euros con motivos de San Marino

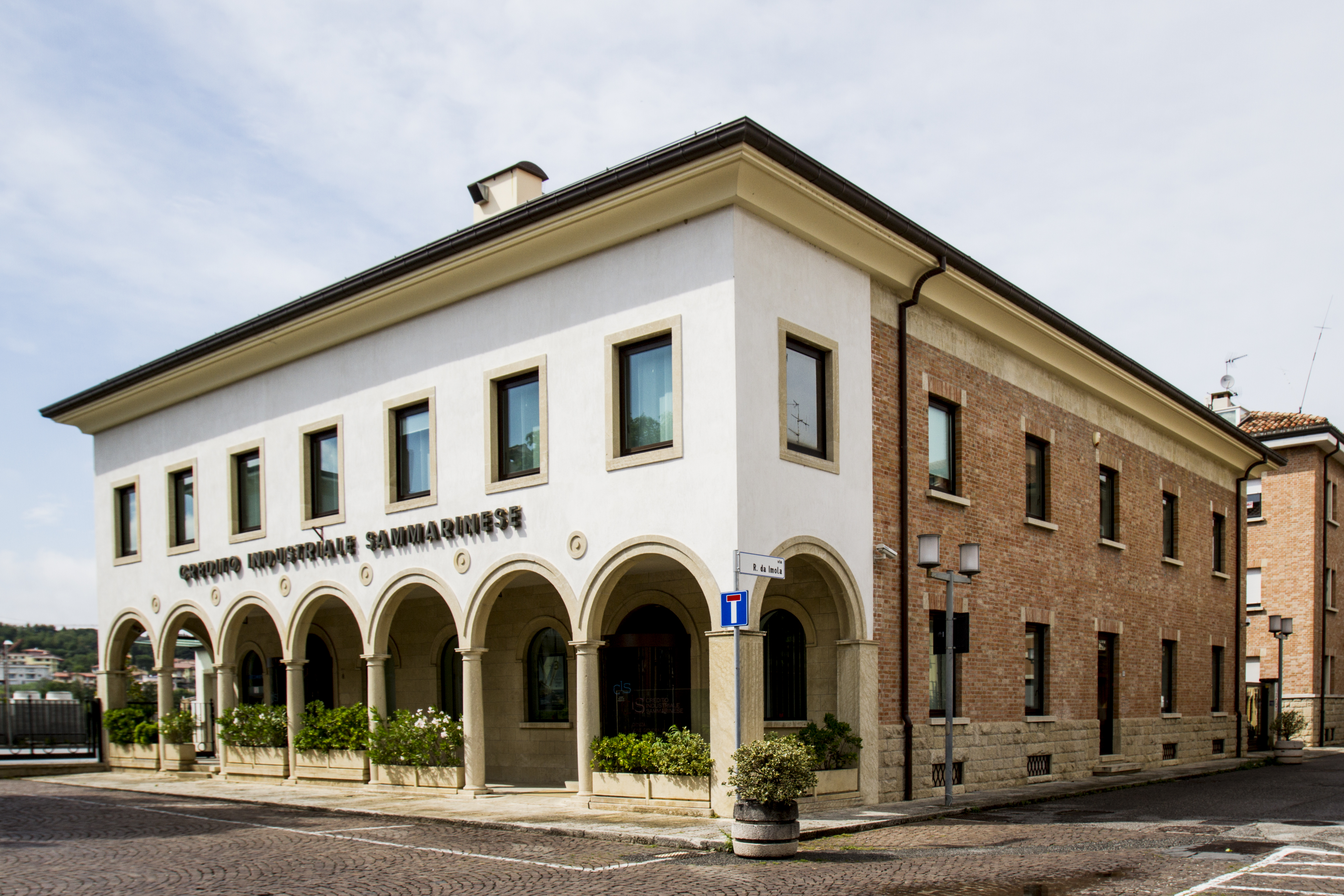
Sede y Dirección General del Banco Nacional de San Marino (Banca Nazionale Sammarinese S.p.A)

El tipo del impuesto de sociedades en San Marino es del 17 %, las ganancias de capital están sujetas a un impuesto del 5 % y los intereses activos están sujetos a una retención del 11 %. Se aplican varios beneficios a las nuevas empresas, que pueden reducir considerablemente el importe de los impuestos a pagar.
El impuesto sobre la renta de las personas físicas (IGR, en italiano: Imposta Generale sui Redditi) se introdujo en 1984 y se reformó profundamente en 2013 con el objetivo de aumentar los ingresos fiscales. El tipo impositivo nominal oscila entre el 9 % para unos ingresos anuales inferiores a 10 000 euros y el 35 % para unos ingresos superiores a 80 000 euros.
En 1972, se introdujo un sistema de impuesto sobre el valor añadido (IVA) en Italia, y un impuesto equivalente se introdujo también en San Marino, de acuerdo con el tratado de amistad de 1939. Sin embargo, este impuesto no es un impuesto sobre el valor añadido estándar, sino que es un impuesto sobre la importación, por lo que se aplica únicamente a los bienes y materias primas importados. Por esta razón, se le conoce localmente como impuesto de una sola etapa (en italiano: imposta monofase), ya que sólo se aplica una vez durante la importación, mientras que el IVA se aplica en cada intercambio. Además, mientras que el IVA se aplica también a los servicios, el impuesto a la importación sólo se aplica a los bienes físicos. Otra diferencia importante es que mientras el IVA se computa sobre el precio final pagado por el consumidor, el impuesto de importación se aplica sobre el coste de importación pagado por la empresa, que suele ser mucho menor.
En virtud del acuerdo aduanero de la Unión Europea, el impuesto de importación de San Marino se considera equivalente al sistema europeo de IVA. En 2011 se introdujo un impuesto independiente sobre los servicios, con un tipo del 3 %. Se está desarrollando la introducción de un verdadero sistema de IVA, no diferente del europeo.
Como el tipo impositivo de San Marino es más bajo que el de la vecina Italia, muchas empresas eligen establecerse en San Marino para evitar los tipos más altos. San Marino cuenta con un tipo impositivo para las empresas un 6 % inferior al de Italia (23 %) y un 4 % menos que la media de la UE (21,3 %). Esto ha convertido a San Marino en el paraíso fiscal elegido por muchos italianos ricos y empresas.

### Convenios con Italia
San Marino e Italia mantienen acuerdos especiales desde 1862, que dictan algunas actividades económicas en el territorio de San Marino. En San Marino están prohibidos el cultivo del tabaco y la producción de bienes sujetos al monopolio gubernamental italiano. La importación directa está prohibida; todas las mercancías procedentes de terceros tienen que pasar por Italia antes de llegar al país. Aunque se le permite imprimir sus propios sellos postales, San Marino no puede acuñar su propia moneda y está obligado a utilizar la ceca de Italia; el acuerdo no afecta al derecho de la República de San Marino a seguir emitiendo monedas de oro denominadas en Scudi (el valor legal de 1 Scudo de oro es de 37,50 euros). El juego es legal y está regulado; sin embargo, los casinos estaban prohibidos antes de 2007. Hay un casino que funciona legalmente.
A cambio de estas limitaciones, Italia proporciona a San Marino un estipendio anual, proporcionado a precio de coste, de sal marina (no más de 250 toneladas al año), tabaco (40 toneladas), cigarrillos (20 toneladas) y cerillas (cantidad ilimitada).
En la frontera no hay trámites con Italia. Sin embargo, en la oficina de turismo los visitantes pueden adquirir sellos de recuerdo cancelados oficialmente para sus pasaportes.

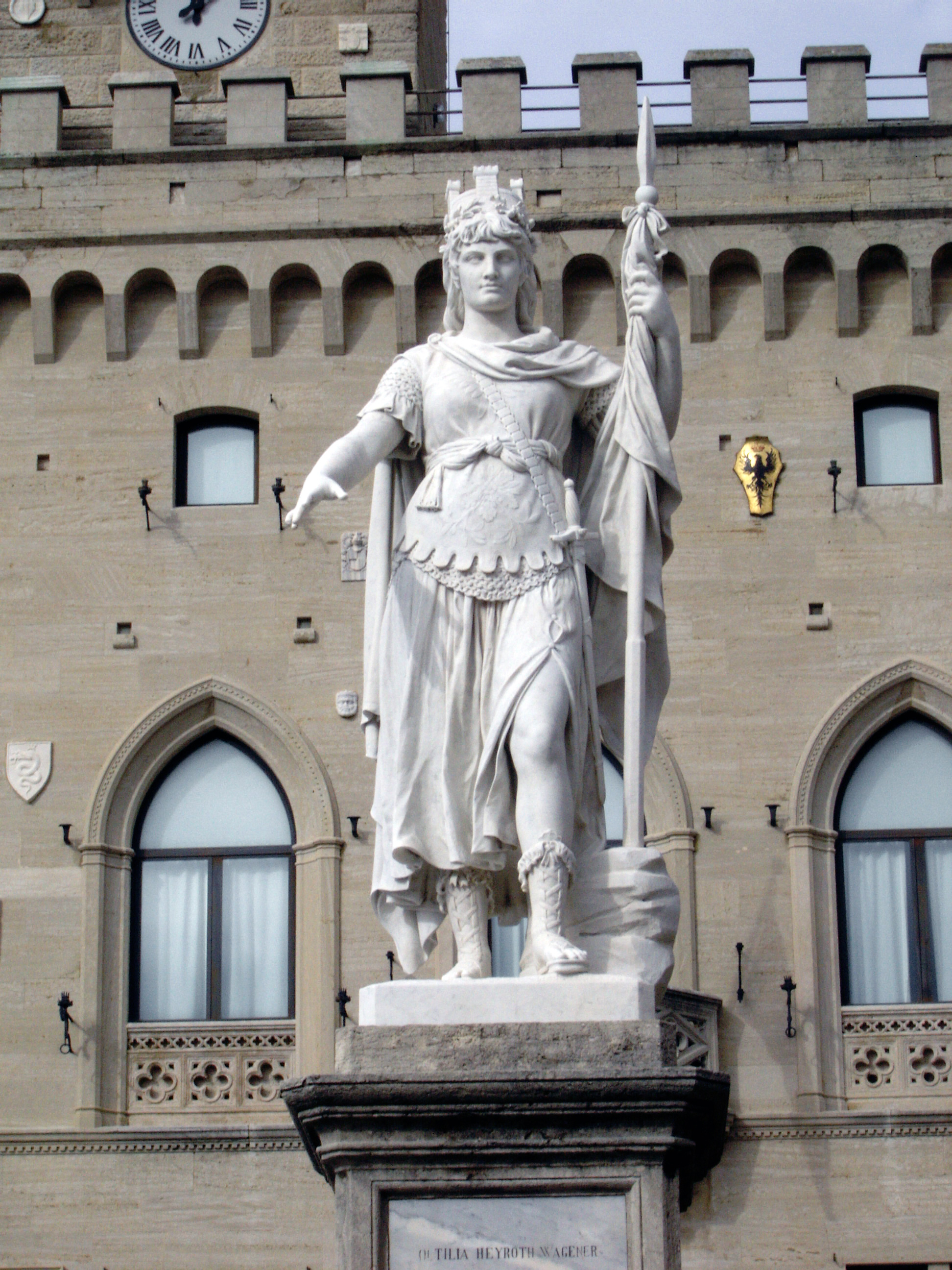
Estatua de la Libertad en San Marino (Statua della libertà) data de 1876

### Turismo

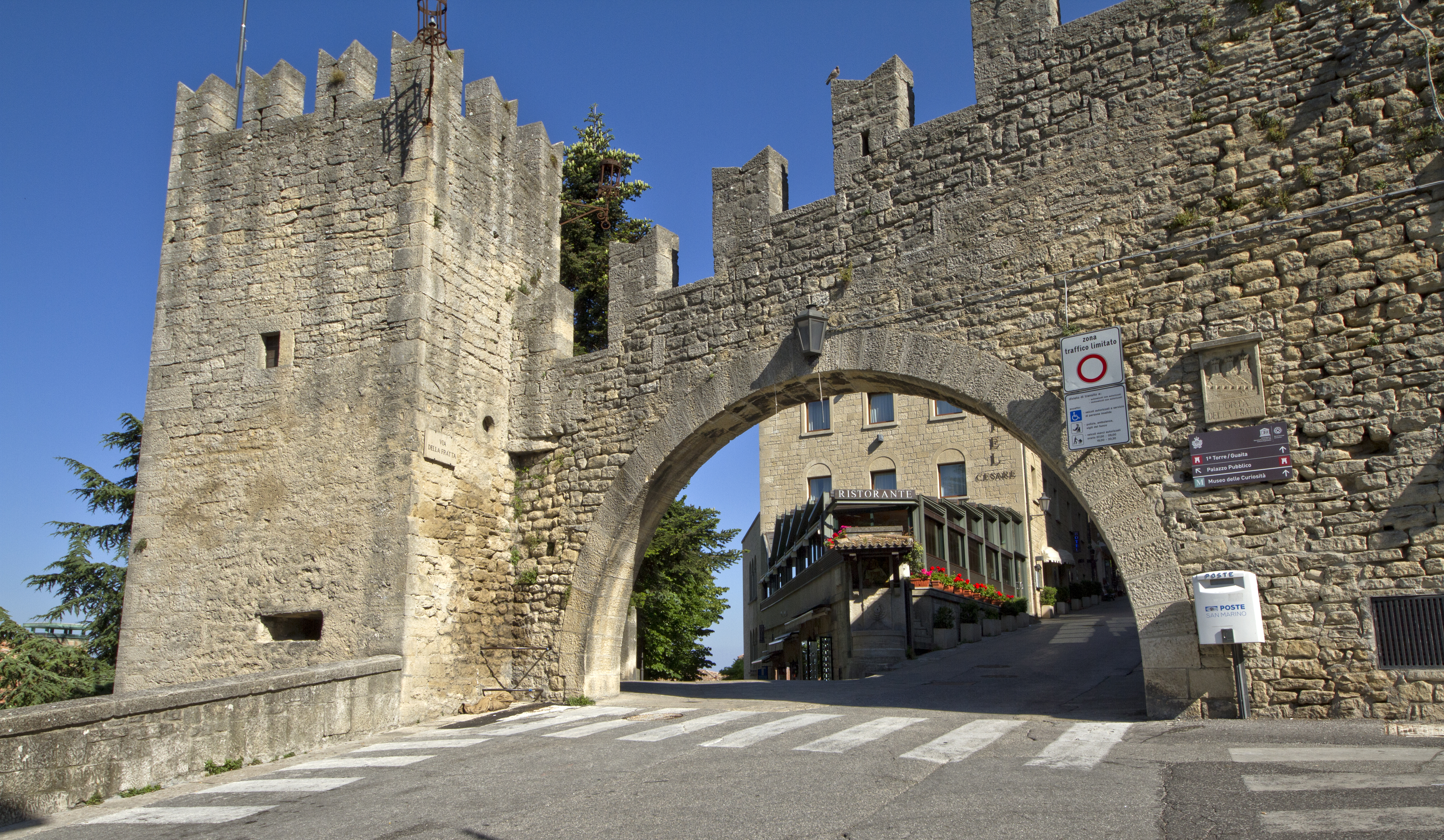
Passo delle Streghe, (Pasaje de las brujas) en San Marino

El turismo es un elemento integral de la economía del microestado. El sector del turismo contribuye en gran medida al PIB de San Marino, con la visita de aproximadamente 2 millones de turistas al año. El índice de turistas ha aumentado en los últimos años, ya que los visitantes se sienten atraídos por el paisaje, la gastronomía y las vistas arquitectónicas del microestado montañoso. San Marino atrae aproximadamente dos millones de turistas al año, de los cuales 1 822 000 procedían de Europa en 2018. En comparación con los otros microestados europeos —Andorra, Malta, Mónaco y Ciudad del Vaticano—, a partir de 2018 San Marino es el que menos turistas atrae.
Geográficamente, San Marino es un microestado independiente rodeado por la República Italiana, en el extremo noreste de los Apeninos, y no tiene salida al mar. Sin embargo, está muy cerca de la costa adriática, a la que se accede a través de la región de Emilia-Romaña. En la temporada de verano, muchos turistas acuden a San Marino por su proximidad a las playas de la costa adriática. Además, la gente visita la república para conocer la cultura y la gastronomía, así como para visitar los numerosos monumentos históricos, iglesias y castillos.
La mayoría de los turistas que visitan San Marino son italianos, y suelen ser personas que vienen a pasar las vacaciones a la riviera romañola y deciden pasar medio día o, como mucho, una noche en el país. Aunque el número de extranjeros no italianos que visitan el país es reducido, siguen siendo vitales para la economía sanmarinense. No hay trámites fronterizos con Italia, aunque en la oficina de turismo los visitantes pueden comprar sellos de recuerdo que se anotan oficialmente dentro de sus pasaportes.
La ciudad de San Marino en sí contiene la mayoría de las atracciones. Está encaramada en una colina con zonas de aparcamiento regulares para coches y autobuses, mientras que el centro histórico es sólo una zona peatonal, en la que se disponen sobre todo tiendas de regalos y locales de comida a ambos lados.
En los últimos años, el turismo en la región de San Marino ha aumentado un 5,6 %, con un incremento de 1 888 000 turistas en 2015 a 2 000 000 en 2016. En 2018, el turismo procedente de Italia ocupó la mayor parte del mercado turístico con un 66,84 %, lo que supone un descenso del 3,16 % respecto a 2017.
En 2015, el 37 % de los turistas que visitaron la región lo hicieron por ocio y vacaciones, mientras que el 38 % lo hicieron por motivos personales. El 25 % restante de los visitantes viajaron por motivos de negocios. Aunque los datos de 2014 a 2018 transmiten que todos los visitantes de la república llegaron por tierra, a través de carreteras/conducción, esto se debe a que San Marino es inaccesible a cualquier otro modo de transporte. Entre 2017 y 2018, la media de pernoctaciones en un hotel comercial o equivalente aumentó de 1,69 a 1,81 noches.
El impacto económico del turismo en San Marino es visible a través del importante aumento de las infraestructuras susceptibles de ser utilizadas por el turismo comercial. De 2015 a 2018, el número de hoteles y alojamientos equivalentes aumentó de 35 a 43 establecimientos. En 2014, la capacidad disponible de camas por cada 1000 habitantes alcanzó un máximo de 47,1.
El empleo en la industria del turismo comercial se ha mantenido estable en 3500 personas empleadas desde 2014 hasta 2018. Dentro de la industria, se registran 700 empleados en servicios de alojamiento para hoteles, mientras que las agencias de viajes y los servicios de reserva emplean a aproximadamente 100 personas. La mayoría trabaja en sectores turísticos diversos, con una cifra de 2500.
El gobierno de San Marino tiene la intención de promover más el turismo en el microestado a través de la Agencia de Desarrollo Económico de la Cámara de Comercio de la República de San Marino. Los objetivos principales de la agencia son apoyar a la Oficina de Turismo y al Ministerio de Turismo para atraer a los turistas y gestionar los flujos turísticos entrantes, y también seguir con las redes diplomáticas y las conexiones consulares, con el fin de desarrollar un perfil para el estado de San Marino como un destino único reconocido por la hospitalidad, la historia y el paisaje.

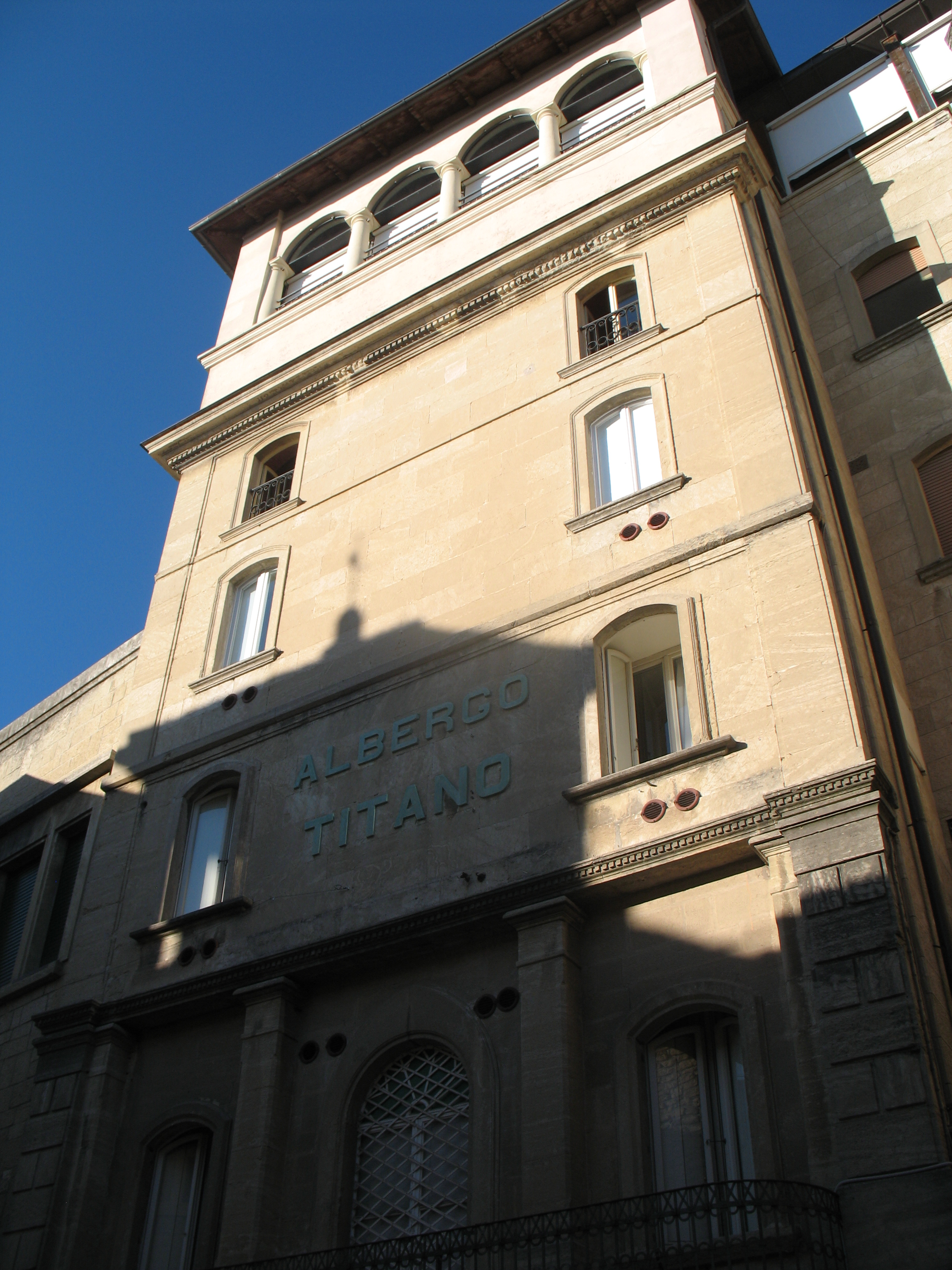
Hotel en el centro de la ciudad de San Marino

El Ministerio de Turismo de San Marino está reformando su estrategia turística para aumentar la tasa de visitantes extranjeros del microestado. Esta estrategia reformada se está llevando a cabo mediante el desarrollo de la División de Internacionalización dentro de la Cámara de Comercio de San Marino. Esta división pretende atraer a los visitantes a la región basándose en tres categorías: visitar San Marino, estudiar en San Marino e invertir en San Marino. La diversificación del Ministerio de Turismo de San Marino es el resultado de su nueva comercialización de una "cultura de hospitalidad "sin barreras" que ofrece servicios a medida según las necesidades"
El Ministerio de Turismo de San Marino ha ampliado aún más su capacidad para los turistas mediante el desarrollo de la Oficina de Convenciones y Visitantes de la República de San Marino. La creación de la oficina como directorio de servicios disponibles en la región se ha producido para promover aún más el turismo en San Marino, fomentando la realización de negocios en su territorio.
El eslogan actual del turismo en San Marino es el siguiente: "Imaginarlo no es suficiente. Ven y experiméntalo" La nueva campaña se lleva a cabo para aumentar los ingresos del turismo, ya que actualmente San Marino es el microestado menos visitado de Europa.

## Demografía

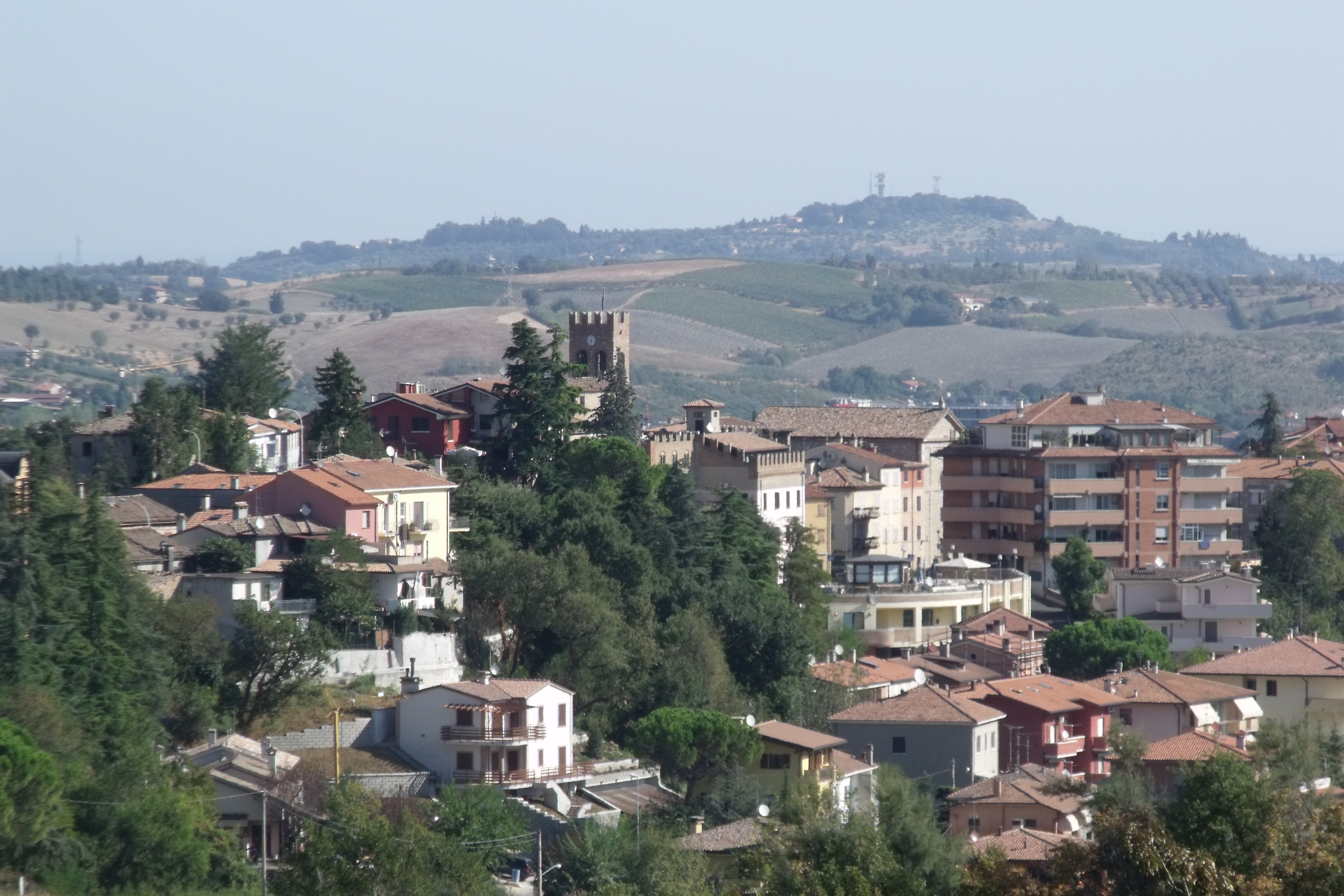
Serravalle, San Marino

No hay diferencias significativas entre la demografía de San Marino e Italia. 
El estado tiene una población aproximada de 33 000 habitantes, incluyendo 4800 extranjeros, la mayoría italianos. Alrededor de 12 000 sanmarineses viven en otros países, predominantemente en Italia (5700), Estados Unidos (3000), Francia (1900) y Argentina (1600).
La lengua oficial es el italiano, con la utilización la variedad galoitálica conocida como emiliano-romañol.

### Religión
San Marino no tiene religión oficial, si bien es un estado predominantemente cristiano siendo la denominación más importante el catolicismo, con más del 97 % de la población profesa la fe católica. No hay sede episcopal en San Marino, aunque su nombre es parte del actual título diocesano. Históricamente, las diversas parroquias de San Marino se dividieron entre dos diócesis italianas, la mayoría en la Diócesis de Montefeltro, y parte en la Diócesis de Rimini. En 1977, la frontera entre Montefeltro y Rímini fue reajustada para que todo San Marino quedara dentro de la diócesis de Montefeltro. El obispo de Montefeltro-San Marino reside en Pennabilli, en la provincia italiana de Pesaro y Urbino.
Hay una disposición en las normas del impuesto sobre la renta que los contribuyentes tienen derecho a solicitar la asignación del 0,3 % de su impuesto sobre la renta a la Iglesia católica o a organizaciones benéficas. Las iglesias incluyen dos grupos religiosos no católicos la Iglesia Valdense y los Testigos de Jehová. 

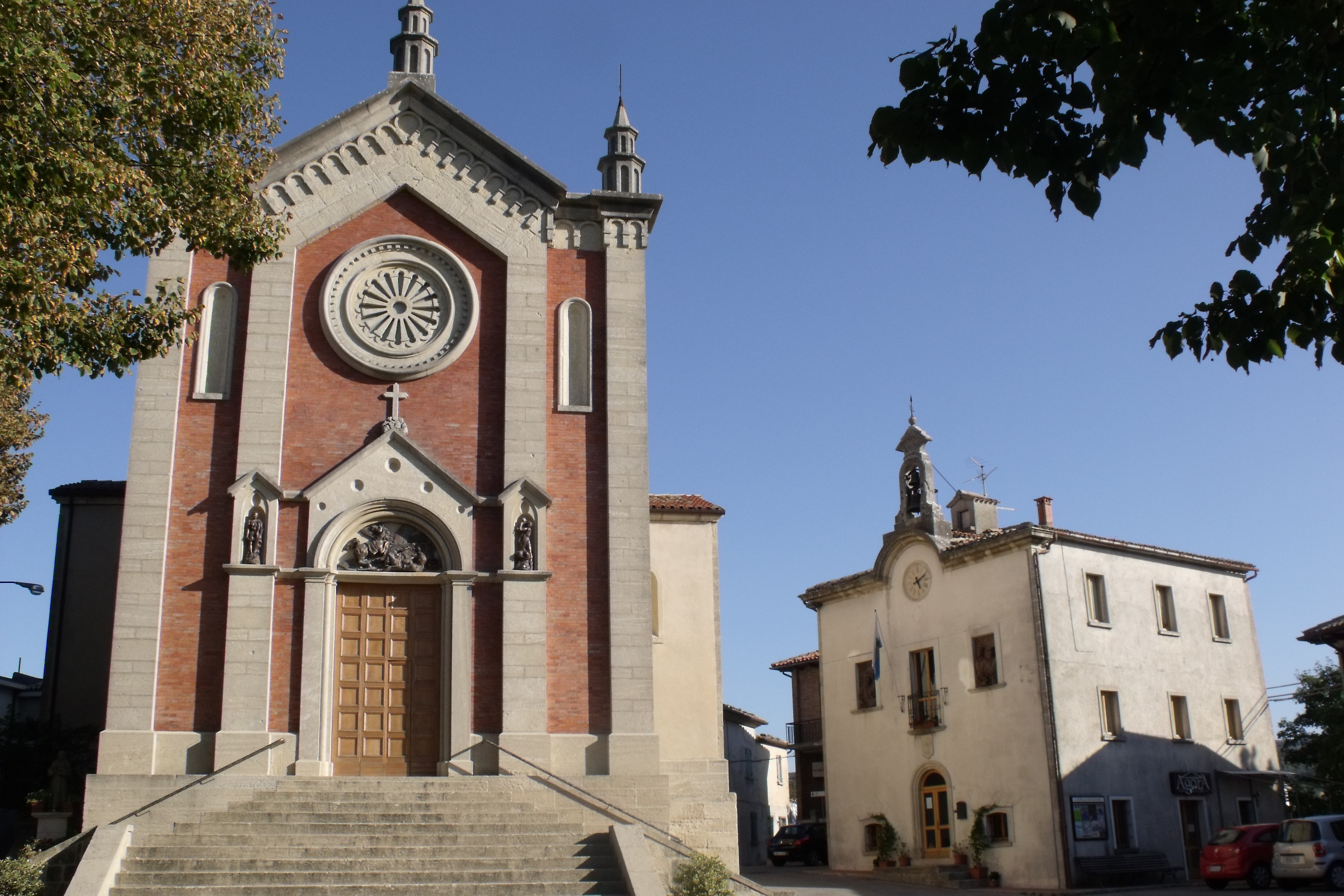
Iglesia de San Pablo Apóstol en Domagnano

La Diócesis de San Marino-Montefeltro fue hasta 1977 la histórica diócesis de Montefeltro. Es una sufragánea de la arquidiócesis de Ravenna-Cervia. La diócesis incluye todas las parroquias de San Marino. La primera mención de Montefeltro, como Mona Feretri, está en los diplomas con los que Carlomagno confirmó la donación de Pepín. El primer obispo conocido de Montefeltro fue Agatho (826), cuya residencia estaba en San Leo. Bajo el obispo Flaminios Dondi (1724) la sede fue transferida de nuevo a San Leo, pero más tarde regresó a Pennabilli. La histórica diócesis era sufragánea de la arquidiócesis de Urbino. Desde 1988, existe formalmente una nunciatura apostólica de la república, pero está investida en el nuncio de Italia.
Ha habido presencia judía en San Marino por lo menos desde hace 600 años. La primera mención de judíos en San Marino data de finales del siglo XIV, en documentos oficiales que registran las transacciones comerciales de los judíos. Hay muchos documentos a lo largo de los siglos XV a XVII que describen los negocios de los judíos y verifican la presencia de una comunidad judía en San Marino. A los judíos se les permitió la protección oficial del gobierno.
Durante la Segunda Guerra Mundial, San Marino proporcionó un refugio de la persecución nazi a más de 100 000 italianos y judíos, lo que suponía, aproximadamente, diez veces la población sammarinense de la época. Para 2012, quedan pocos judíos en el país. En 2019 se inauguró la «Capilla de las tres religiones», el primer edificio de este tipo dedicado al diálogo interreligioso.

### Educación

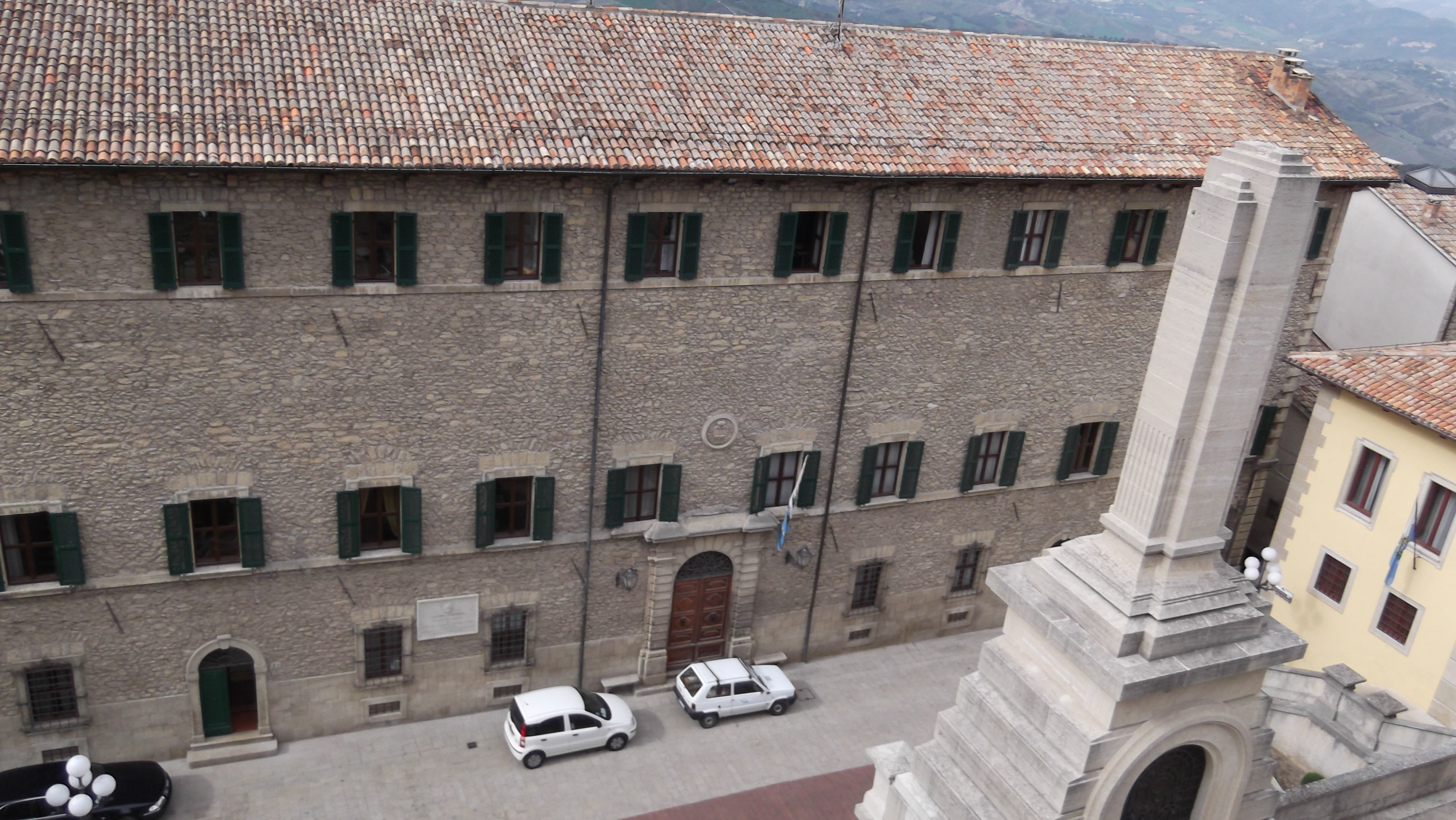
Vista de la Universidad de la República de San Marino

La Università degli Studi della Repubblica di San Marino (Universidad de la República de San Marino) es la principal institución educativa de nivel superior, que incluye la Scuola Superiore di Studi Storici di San Marino (Escuela Superior de Estudios Históricos), un distinguido centro de investigación y estudios internacionales avanzados regido por un Comité Científico internacional coordinado por el historiador emérito Luciano Canfora. Otros institutos importantes son el Istituto Musicale Sammarinese (Instituto Musical Sammarino) y la Akademio Internacia de la Sciencoj San Marino o Accademia Internazionale delle Scienze San Marino (Academia Internacional de las Ciencias de San Marino) Esta última es conocida por adoptar el esperanto como lengua para la enseñanza y las publicaciones científicas; además, hace un amplio uso de la tecnología educativa electrónica, también llamada educación en línea o e-learning.
El escritor italiano Umberto Eco ha intentado además crear en San Marino una "universidad sin estructuras físicas"

## Cultura
La cultura de San Marino posee fuertes influencias y similitudes con la cultura italiana, especialmente las costumbres y cultura de las regiones italianas aledañas de Emilia-Romaña y Las Marcas.  

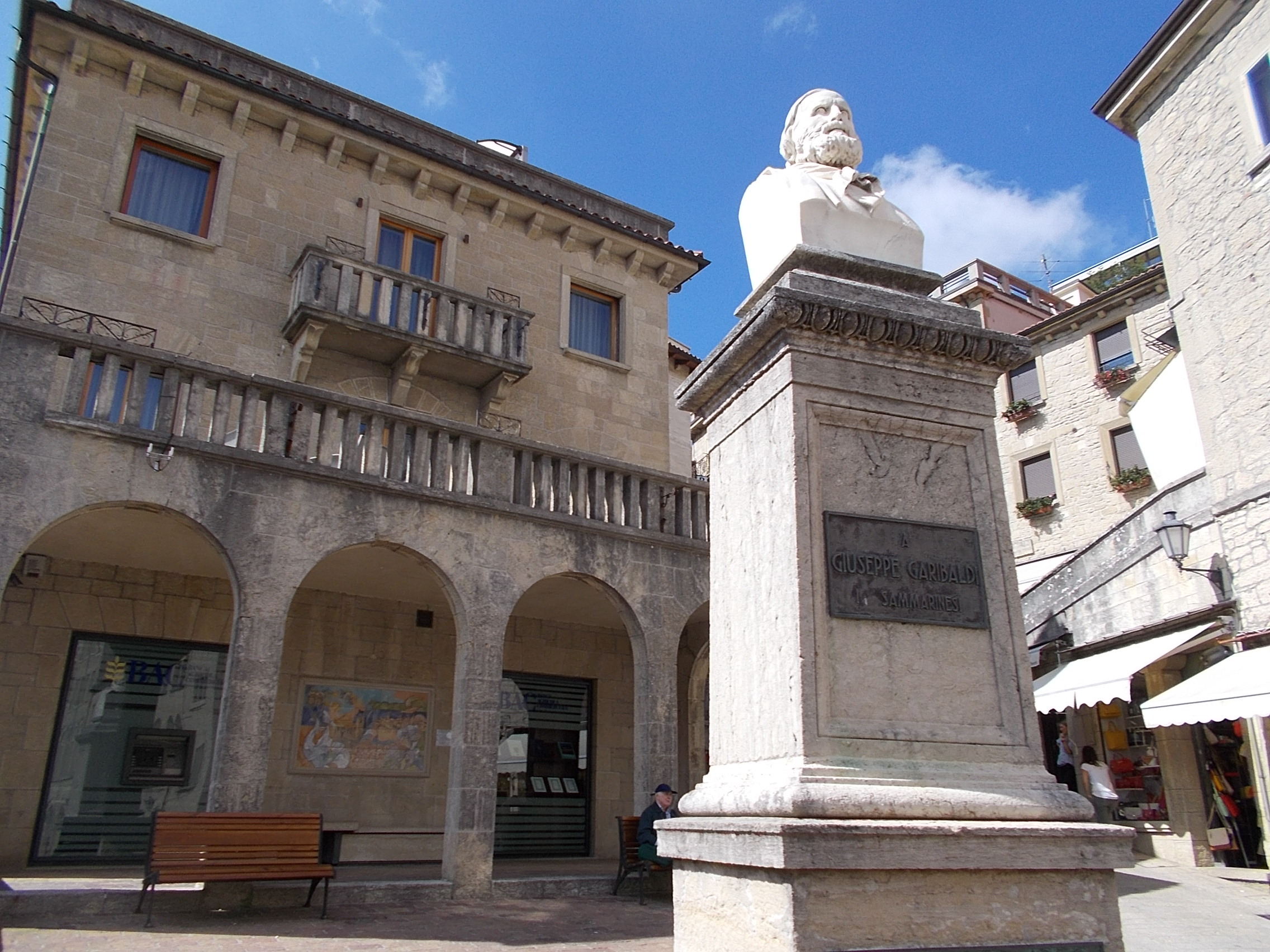
Monumento a Giuseppe Garibaldi

Las Tres Torres de San Marino se encuentran ubicadas en los tres picos del Monte Titano en la capital. Están representadas en la bandera de San Marino y en el escudo de armas. Las tres torres se denominan Guaita, que es la más antigua de las tres (construida en el siglo XI), Cesta, situada en la cumbre más alta del Monte Titano se remonta al siglo XIII, y Montale, emplazada en la más pequeña de las cumbres de Monte Titano, aún de propiedad privada, se construyó durante el siglo XIV.

### Música
El país cuenta con un patrimonio musical que incluye al compositor del siglo XVII Francesco Maria Marini di Pesaro y al compositor del siglo XX Cesare Franchini Tassini (1925-2010).
Desde 1894, una composición sin palabras de Federico Consolo es el himno nacional de San Marino. La pieza se basa en una composición coral del siglo X. El anterior himno era de Aur. Muccioli y U. Balsimelli, y es similar al himno nacional italiano.
Las fuerzas militares modernas de San Marino desfilan por las calles con uniforme completo varias veces al día, acompañadas por los sonidos de una banda de música militar.
Existe una pequeña escena metalera con Necrofilia y Nothing Inside Eyes, esta última formada a partir de otra banda llamada Alchimia 2012..
El cantante pop Little Tony alcanzó el éxito en el Reino Unido e Italia a finales de los años 50 y principios de los 60, llegando al número 19 en la lista de singles del Reino Unido en 1960, y participando en el Festival de Música de San Remo diez veces entre 1961 y 2008.
San Marino ha participado catorce veces en el Festival de la Canción de Eurovisión: debutó en 2008 pero, tras el resultado, se retiró hasta su vuelta en 2011 al certamen con la artista Senhit y actualmente sigue participando. En 2014, el país pasó por primera vez a la final, con la canción Maybe de la cantante Valentina Monetta que se alzó con el puesto 24 con 14 puntos, su segundo mejor resultado en su historia en el festival. 

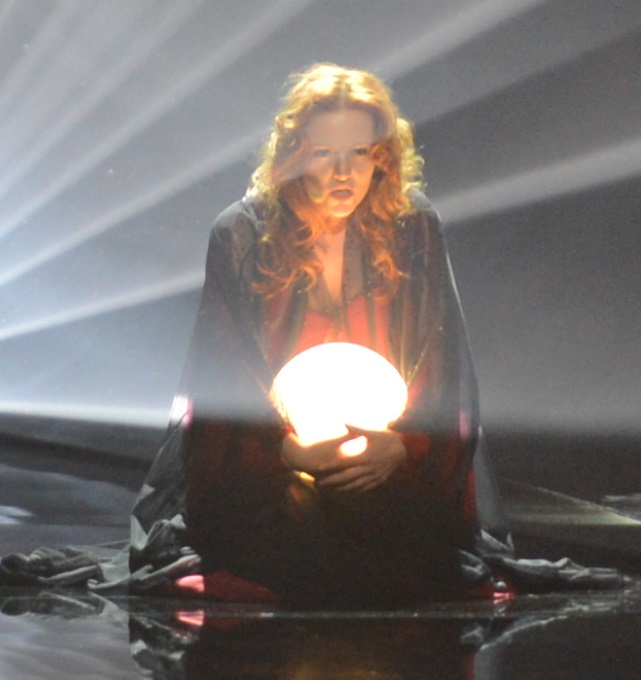
Valentina Monetta ha representado 4 veces a San Marino en el Festival de Eurovisión

Valentina Monetta ha sido la representante sanmarinense que más veces ha representado al país, en cuatro ocasiones (2012, 2013, 2014 y 2017), y consecuentemente, ostenta tres destacables récords:
- Ser la cuarta representante en la historia que ha participado tres años seguidos, después de Lys Assia (1956-1958), Corry Brokken (1956-1958) y Udo Jürgens (1964-1966).
- En 2017 consiguió ser la representante que en más ocasiones ha participado en el Festival de la Canción de Eurovisión en su historia, con cuatro participaciones en tan solo seis años.
- Logró, por fin, clasificar a San Marino para la gran final por primera vez desde que está presente en el certamen europeo. Quedando en el antepenúltimo lugar (24º puesto) en 2014, con la canción Maybe (Forse) en la primera semifinal del Festival de Eurovisión 2014.

En el 2013, debutó en el Festival de Eurovisión Junior con el joven cantante Michele Perniola.
En 2019, San Marino quedó en el puesto número 19 de la gran final con la canción "Say Na Na Na" interpretada por Serhat, logrando así su mejor resultado en el festival hasta el momento.

### Monumentos

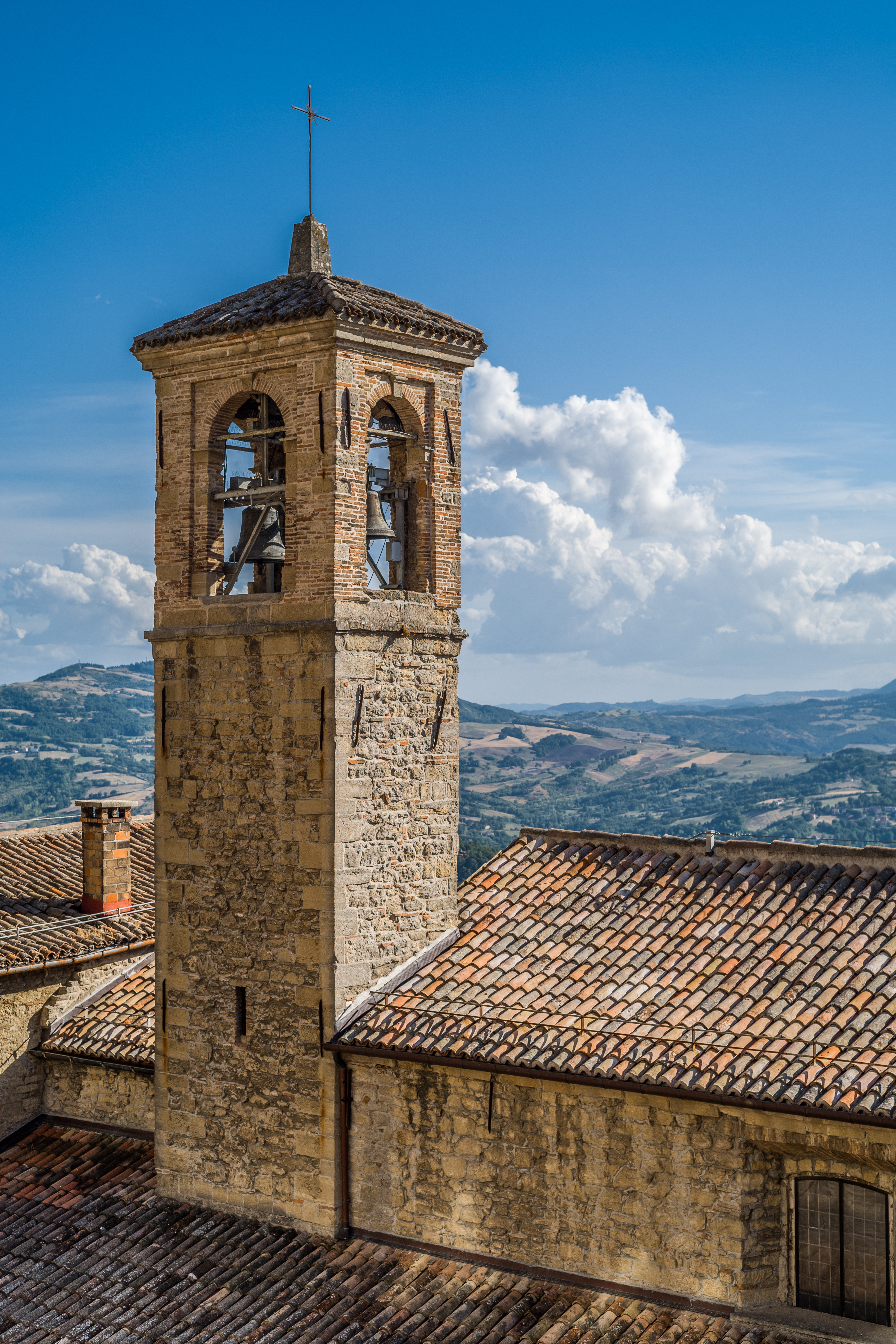
La Iglesia de San Francisco (Chiesa de San Francesco)

- Piazza della Libertà - Es el corazón del pueblo, uno de sus lados se abre sobre un panorama magnifíco, que abraza la parte occidental de la República y el Montefeltro; en los otros lados están el Palacio delle Poste (reconstrucción del siglo XIX), la Arcipretura Vecchia y el Palacio Público, construido con formas medievales a finales del siglo pasado (siglo XIX), e inaugurado solemnemente con un discurso de Giosuè Carducci; en el centro de la plaza se alza la Estatua de la libertad (1896).
- San Francisco - La iglesia fue edificada en el siglo XIV y transformada, parcialmente, en el periodo barroco (el pórtico que precede su sencilla fachada es de 1631); en su interior se conserva un Crucifijo de madera del siglo XIV. La Pinacoteca contigua, es muy interesante está instalada en la logia del flanco izquierdo de la iglesia y expone una hermosa Adoración de los Magos del siglo XV; el Bautista de Lanfranco; los estigmas de San Francisco de Guecino y una Virgen con el Niño atribuida a Rafael.
- Las Fortalezas - La primera de las tres torres de guardia de San Marino es la Guaita (o Rocca), construida en el siglo XI y reestructurada a continuación; la rodean murallas almenadas. La segunda es la Cesta, la más alta de ellas, edificada en el siglo XIII (y modificada también más tarde); acoge el Museo de las Armas Antiguas. La última es el Montale, que se alza aislada (finales del siglo XIII); en ella se conserva aún un antiguo calabozo.

### Gastronomía
La cocina de San Marino es muy similar a la italiana, en especial a la de los vecinos de las regiones de Emilia-Romaña y las Marcas, pero tiene una serie de platos propios y productos únicos. La especialidad de aquí son las pastas: lasagna, espaguetis a la boloñesa, calzones. Su plato más conocido es probablemente la Torta Tre Monti ("Torta de las Tres Montañas o Torres"), que es una torta de waffle bañado en chocolate, que representa las tres torres de San Marino. Igualmente, los helados también son una especialidad. El país cuenta además con una pequeña industria vinícola.

### Eventos

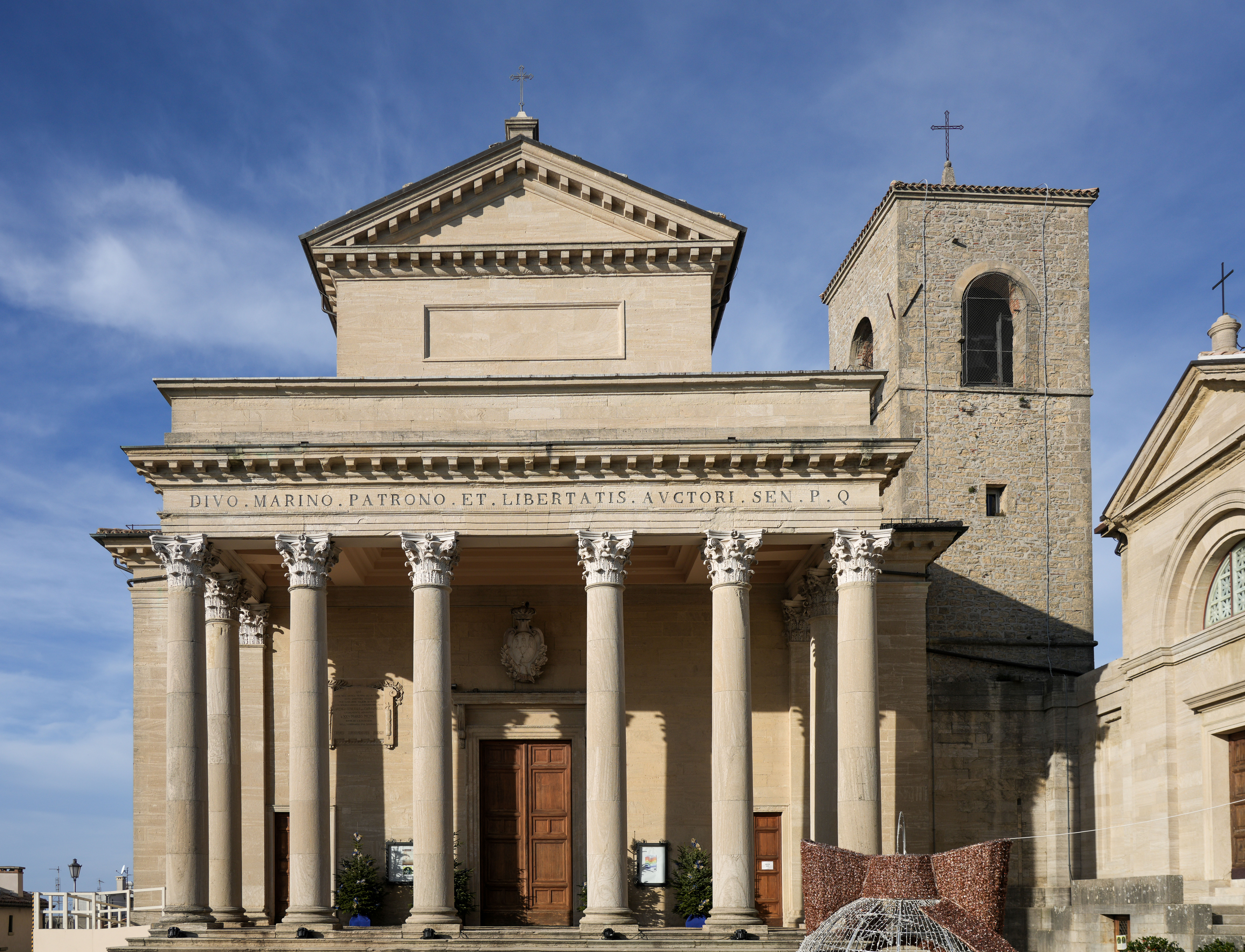
Basílica y Catedral de San Marino

San Marino atrae a los turistas en todas las épocas del año. Sus habitantes celebran numerosas ceremonias destinadas a mostrar la historia milenaria de San Marino, así como su patrimonio religioso.
Por ejemplo, cada año, el 3 de septiembre, San Marino celebra la fiesta de San Marino (el fundador de la República) con una misa en la Basílica de San Marino, a la que sigue una procesión por toda la ciudad en la que se llevan las reliquias de San Marino. A la procesión le sigue el famoso "Palio delle Balestre Gradi" ("competición de ballestas") y un concierto de la banda militar de San Marino con un espectáculo de fuegos artificiales.
Una vez al año, la República más pequeña del mundo revive su historia cuando se convierte en un espectáculo teatral del festival de las Jornadas Medievales. Cada mes de julio, San Marino atrae a la gente dentro de sus antiguas murallas para vivir las historias centenarias del microestado en su villa medieval.
Otra celebración anual en San Marino es la fiesta religiosa católica del Corpus Domini, que se celebra el 11 de junio de cada año y que comienza con una misa en la Basílica de San Marino, seguida de una procesión alrededor de la Piazza della Liberta acompañada por la banda militar.
Además, el Gran Premio de Motociclismo de San Marino y la Costa de Rimini es un evento anual que se celebra cada septiembre, habiendo tenido lugar el primero en 1980.

### Yacimientos arqueológicos
Maiano en el Municipio o Castillo de Borgo Maggiore está habitado desde la época romana. En agosto de 2012, los Museos Estatales de la República de San Marino llevaron a cabo una excavación arqueológica que sacó a la luz estructuras y desagües de una planta de producción (hornos) de la época romana, la más interesante conocida hasta ahora en el territorio de la República.
En la zona, con una extensión controlada de más de 8000 m², se produjeron ladrillos (ladrillos, tejas, baldosas) y cerámica (ánforas, jarras, vasos y copas) que se remontan a la época imperial temprana y media (siglos I-III d. C.). Por lo tanto, Maiano en la época romana era especialmente adecuado para estas producciones, ya que era rico en arcilla, agua y madera utilizada como combustible. Ocasionalmente, algunos ejemplos de ladrillos romanos llevaban una "marca" y la distribución de estas marcas en el territorio permite hoy en día a los estudiosos reconstruir las zonas de producción y comercialización de estos productos.

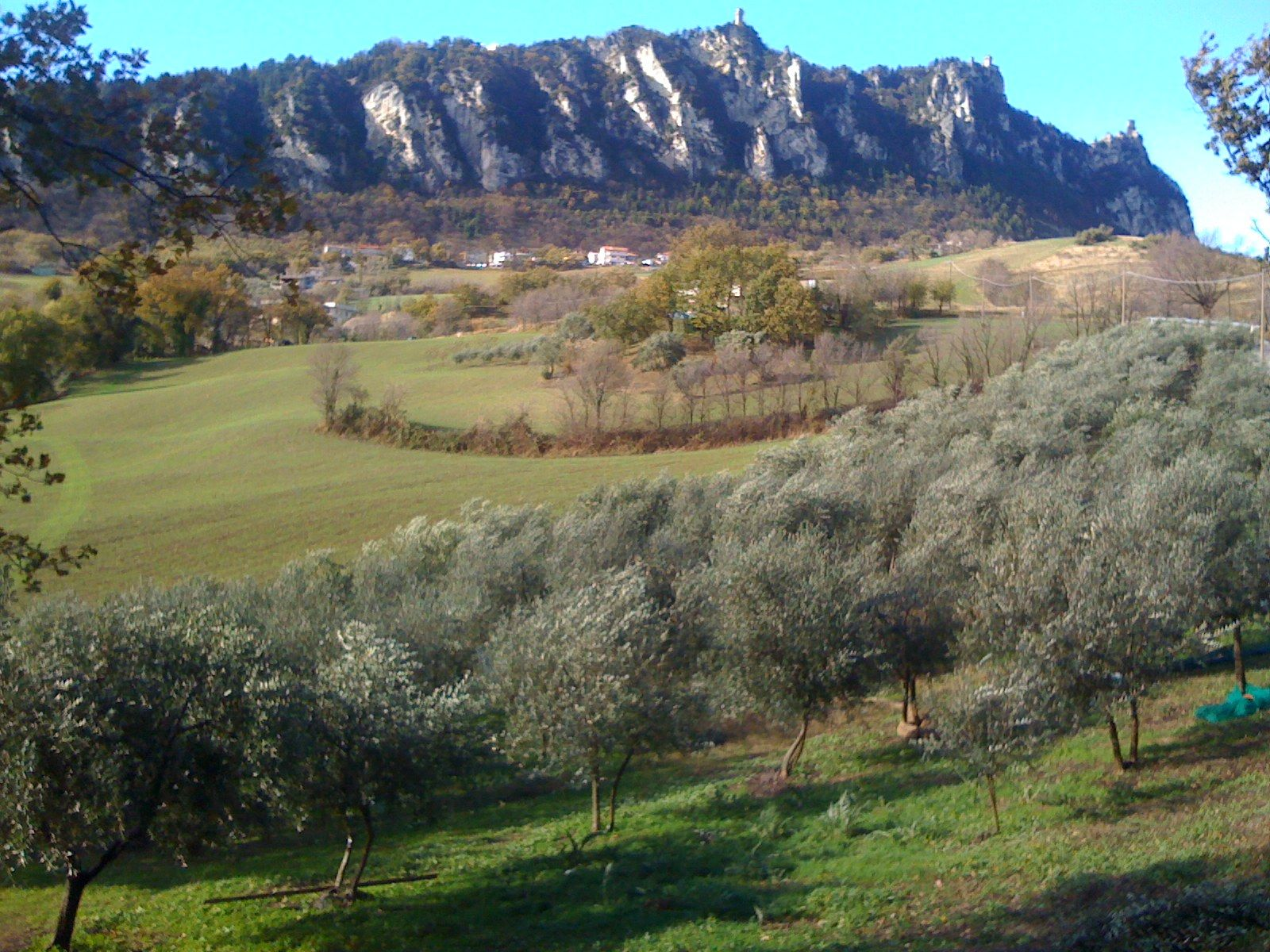
Maiano, en Borgo Maggiore, San Marino

En el territorio de la República de San Marino son muy frecuentes las marcas de una familia, los Seii, que también estaban extendidas en la ciudad de Rimini y en la zona de Rimini. La producción de ladrillos en las zonas de los Apeninos de la Regio Octava Aemilia (que corresponde aproximadamente a la actual Emilia-Romaña) fue objeto de una jornada de estudio organizada en 2008 por los Museos Estatales, en la que se ilustró la situación en la zona de Rímini y en el territorio de la República de San Marino. 
Los trabajos en Maiano revelaron la presencia de ejemplares marcados por algunos miembros de la familia Seia (Sesto Seio y Lucio Seio), y el hallazgo de baldosas marcadas con evidentes errores de cocción en los restos de un horno apoya la idea de que Maiano pudo ser uno de los centros de producción de esta familia. Las operaciones de excavación se centraron en los restos de la parte basal del horno de ladrillos, construido con las abundantes tejas presentes en el yacimiento.
La excavación arqueológica de Maiano fue dirigida por el Prof. Gianluca Bottazzi y realizada por la Sección Arqueológica de los Museos Estatales y la empresa Tecne s.r.l., con la participación de dos voluntarios y el apoyo de la Oficina de Gestión de Recursos Ambientales y Agrícolas y de la A.A.S.P., que colaboraron en las operaciones de preparación del lugar.

## Transporte
Hay 220 km de carreteras en el país, la principal es la carretera de San Marino. Las autoridades dan licencia a los vehículos privados con placas distintivas sammarinenses, que son blancas con figuras azules y el escudo de armas, generalmente una letra seguida de hasta cuatro números. Muchos vehículos también llevan el código internacional de identificación de vehículos (en negro sobre una etiqueta oval blanca), que es "RSM".
No hay aeropuertos públicos en San Marino, pero hay una pequeña pista de aterrizaje privada situada en Torraccia y un helipuerto internacional situado en Borgo Maggiore. La mayoría de los turistas que llegan por vía aérea aterrizan en el Aeropuerto Internacional Federico Fellini, cerca de la ciudad de Rímini, y luego hacen el traslado en autobús.
Dos ríos fluyen a través de San Marino, pero no hay ningún transporte acuático importante, y no hay ningún puerto.

### Transporte público
San Marino tiene instalaciones de transporte público limitadas. Hay un servicio de autobús regular entre Rimini y la ciudad de San Marino que es muy popular entre los turistas y los trabajadores que viajan a San Marino desde Italia. Este servicio tiene paradas en unos 20 lugares de Rimini y dentro de San Marino, con sus dos paradas finales en la estación de ferrocarril de Rimini y en la estación de autobuses de San Marino.
Un servicio de taxi con licencia limitada opera en todo el país. Hay siete compañías de taxis con licencia que operan en la república, y los taxis italianos operan regularmente dentro de San Marino cuando transportan pasajeros recogidos en territorio italiano.

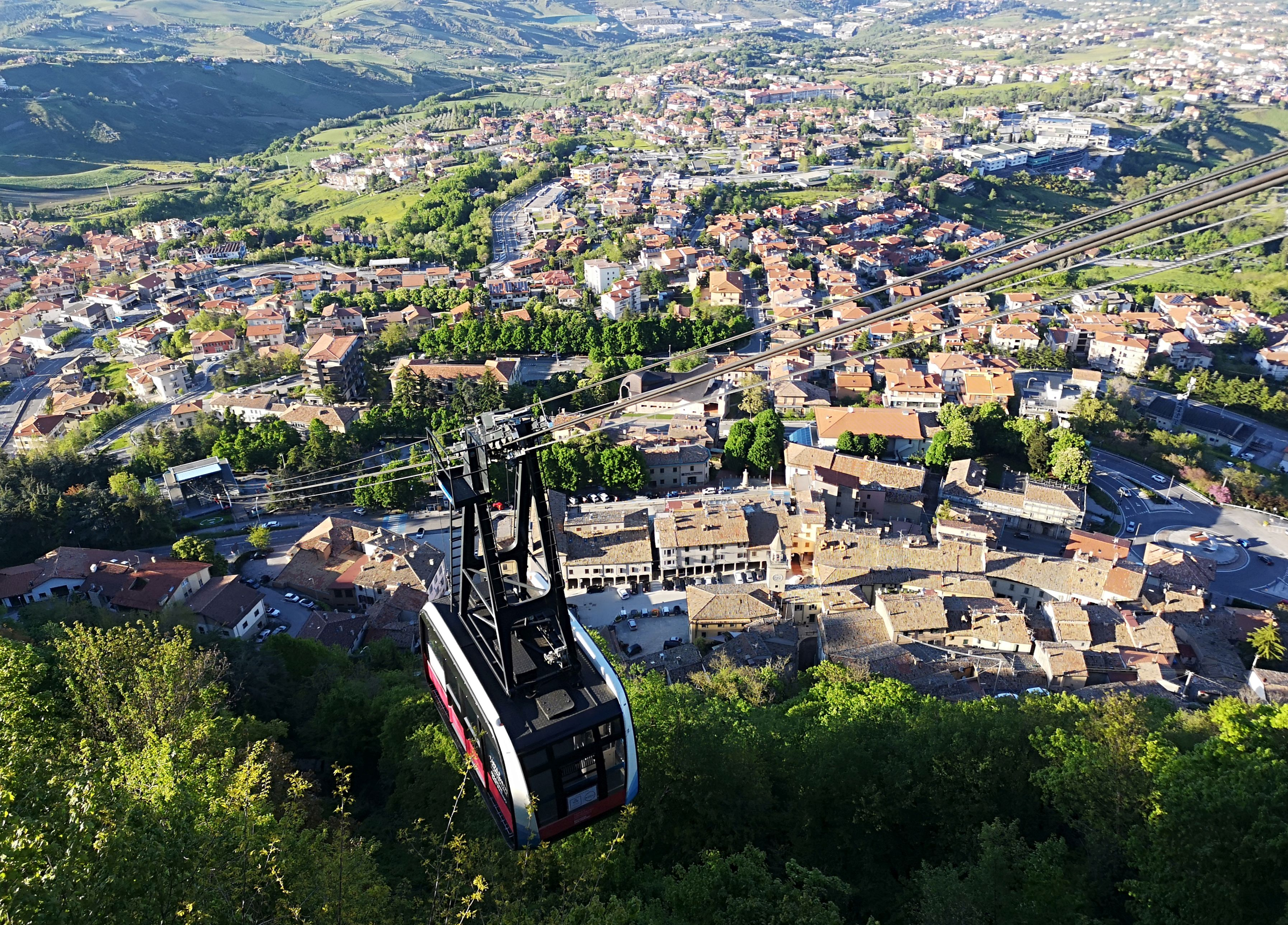
Teleférico de San Marino

### Teleférico a Monte Titano
Hay un tranvía aéreo de 1,5 km que conecta la ciudad de San Marino en la cima del Monte Titano con Borgo Maggiore, una importante ciudad de la república, con la segunda mayor población de cualquier asentamiento sammarinense. Desde aquí hay otra conexión con el mayor asentamiento de la nación, Dogana, a través del servicio de autobuses locales.
Dos vagones de tranvía aéreo (góndolas) operan, con servicio a intervalos de aproximadamente 15 minutos durante todo el día. Un tercer vehículo está disponible en el sistema, un coche de servicio para uso de los ingenieros que mantienen el tranvía.

### Ferrocarril
Debido a su pequeño tamaño (apenas 61 km²) y su ubicación montañosa, San Marino no necesita un sistema de transporte extensivo como otros países. Sin embargo, su infraestructura está adaptada para facilitar el acceso tanto a residentes como a turistas, especialmente desde la vecina Italia.
Hoy en día, no hay ferrocarril en San Marino, pero durante un corto período antes de la Segunda Guerra Mundial, tuvo una única línea de vía estrecha llamada la Ferrovia Rimini-San Marino que conectaba el país con la red ferroviaria italiana en Rimini. Debido a las dificultades de acceso a la capital, la ciudad de San Marino, con su ubicación en la cima de una montaña, se planeó que la estación terminal estuviera situada en el pueblo de Valdragone, pero se amplió para llegar a la capital a través de una vía empinada y sinuosa que comprendía muchos túneles. El ferrocarril se inauguró el 12 de junio de 1932. Un sistema avanzado para su época, era un ferrocarril eléctrico, alimentado por cables aéreos. Estaba bien construido y tenía una alta frecuencia de pasajeros, pero fue casi completamente destruido durante la Segunda Guerra Mundial. Muchas instalaciones como puentes, túneles y estaciones siguen siendo visibles hoy en día, y algunas han sido convertidas en parques, senderos públicos o rutas de tráfico.

## Telecomunicaciones
La central telefónica de San Marino está totalmente automatizada e integrada en la red italiana, tanto para las conexiones internas como para las internacionales. La red interna está gestionada por Telecom Italia de acuerdo con un convenio con San Marino y garantizada por Telecom Italia San Marino S.p.A., una empresa sanmarinense de derecho público perteneciente al grupo Telecom Italia.

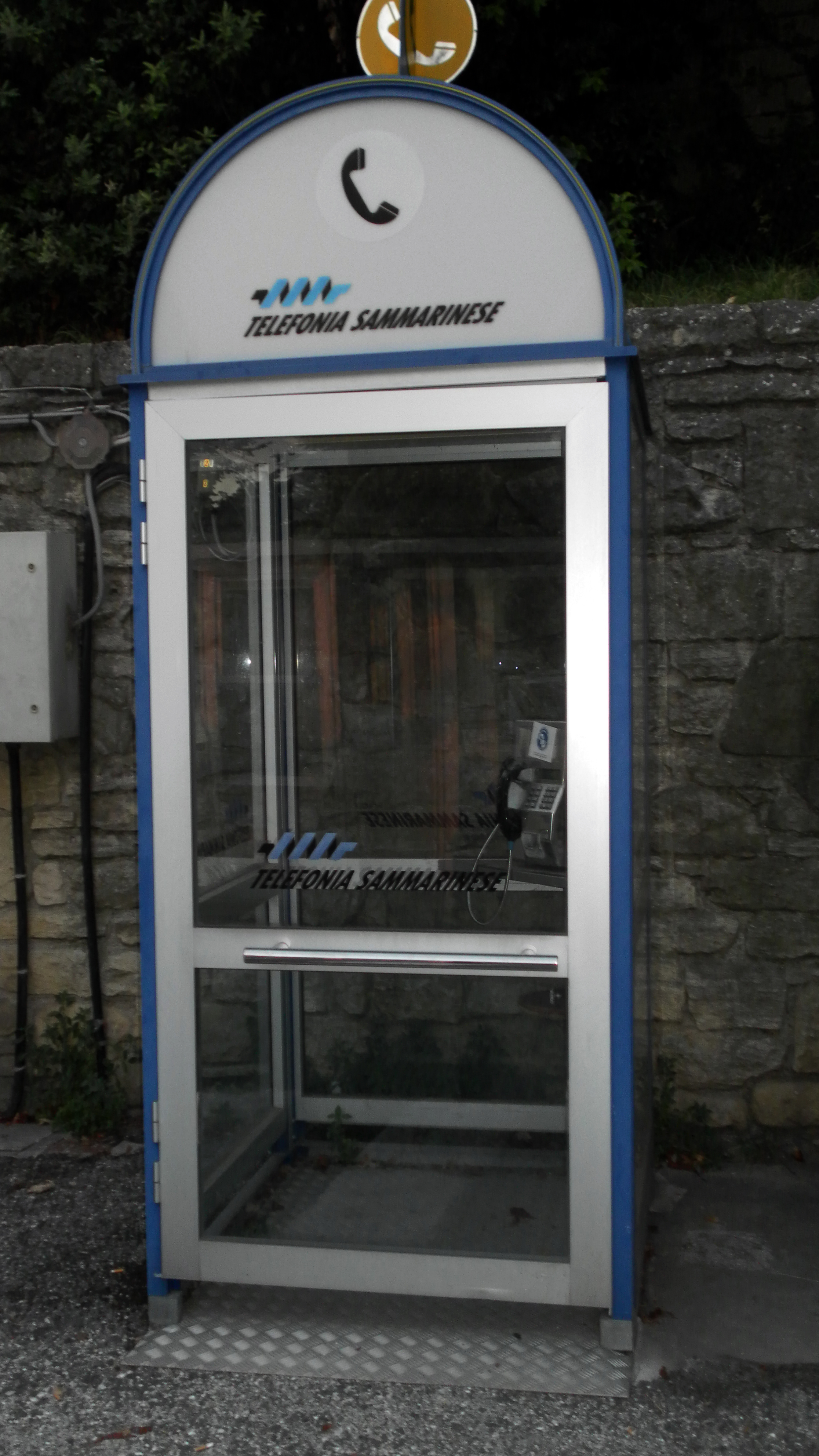
Cabina telefónica en la ciudad de San Marino

Intelcom es un centro de supervisión y entrega de direcciones y dominios de Internet. Gestiona el dominio de primer nivel ".sm" y es miembro de ISOC y la ICANN.

### Radio y televisión
La San Marino RTV, el organismo público de radiodifusión, gestiona una emisora de televisión y otra de radio. San Marino RTV fue fundada en agosto de 1991 por Eras (Ente per la Radiodiffusione Sammarinese), la empresa de radiocomunicación de San Marino, con la colaboración a partes iguales de la RAI-Radiotelevisione Italiana. 
Los primeros programas de radio se emitieron a partir del 27 de diciembre de 1992 y el programa de 24 horas se introdujo el 25 de octubre de 1993. El 24 de abril de 1993 comenzaron las primeras emisiones televisivas de prueba, y poco menos de un año después, el 28 de febrero de 1994, comenzaron las emisiones televisivas regulares. En julio de 1995, la cadena de televisión se incorporó a Eurovisión. En 2008, el país participó por primera vez en el Festival de Eurovisión en Belgrado (Serbia). En Internet, la programación de RTV de San Marino está disponible en directo (en vivo).
La cadena de televisión también se puede recibir en Italia, en la zona comprendida entre Venecia, Bolonia y la costa adriática.
Todavía hay dos estaciones de radio privadas en VHF. En 1997 había unos 16 000 aparatos de radio y unos 9000 televisores. En el territorio de la República también se pueden recibir emisoras de radio italianas.

## Deporte

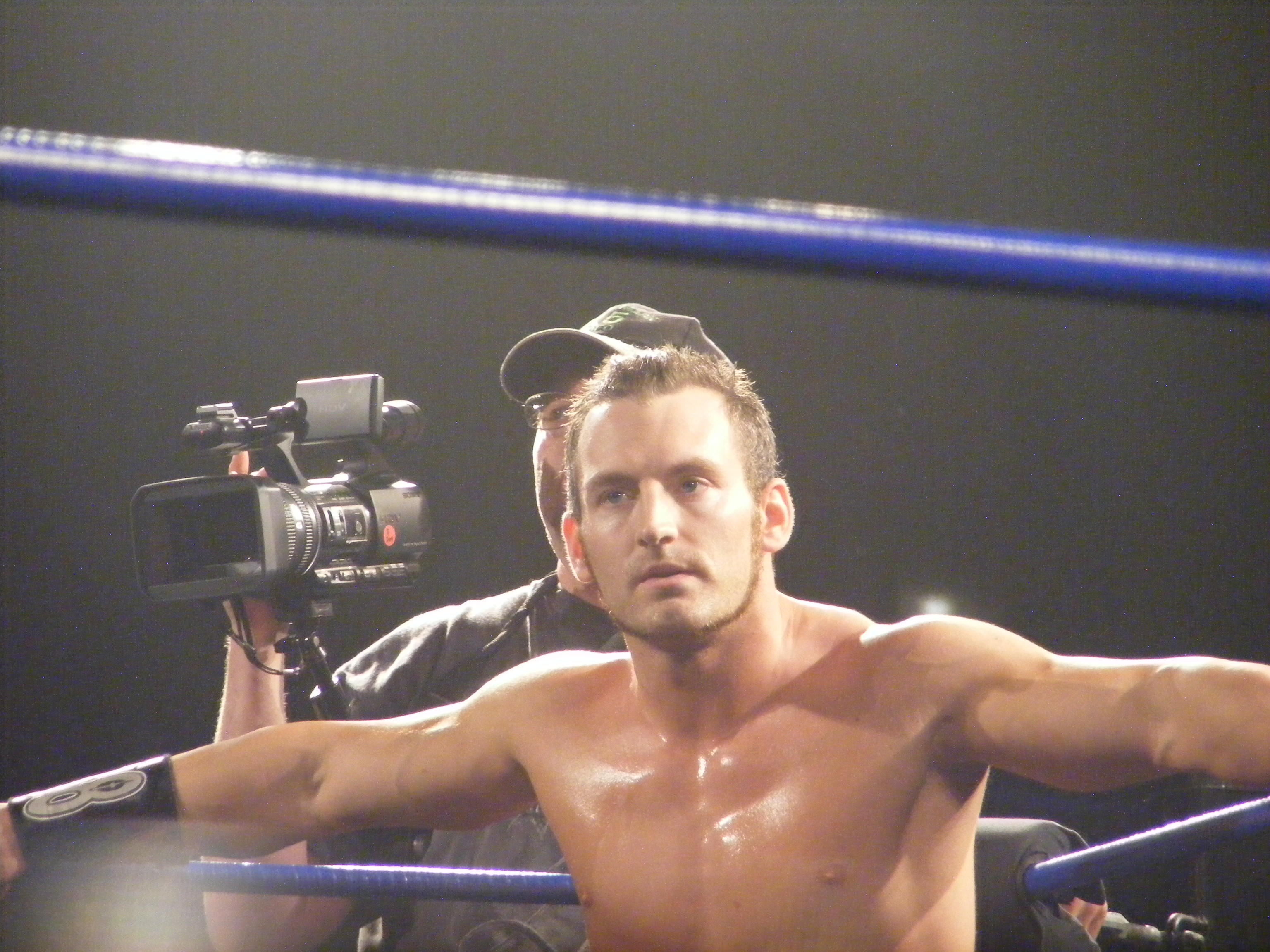
Matt Capiccioni es un luchador profesional de origen sanmarinense posee doble nacionalidad

El Gran Premio de San Marino y de la Riviera de Rímini de Motociclismo se disputa en el Circuito de Misano, Italia. Es tristemente célebre por el accidente de Wayne Rainey, el cual lo dejó de por vida en silla de ruedas, y también por la muerte del piloto japonés Shoya Tomizawa Moto2.
El Gran Premio de San Marino de Fórmula 1, actual Gran Premio de la Emilia Romaña, se disputaba en el Circuito de Imola. Es tristemente conocido por el accidente de Ayrton Senna, quien murió en 1994 en el Gran Premio de San Marino de ese año, junto a Roland Ratzenberger. También hay algunos pilotos famosos del motociclismo de San Marino, Alex De Angelis y Manuel Poggiali (campeón de 125cc y 250cc).

El tiro es también muy popular en San Marino, con muchos tiradores que han participado en competiciones internacionales y en los Juegos Olímpicos. En los Juegos Olímpicos de Tokio 2020, San Marino obtuvo su primer medalla olímpica en su historia, siendo la tiradora Alessandra Perilli quien logró dicha hazaña tras obtener la medalla de bronce en la modalidad de foso olímpico. A pesar de su escasa población, consiguieron su plata en una prueba por equipos perdiendo el partido por la medalla de oro ante España por 41-40.

### Fútbol
El equipo de fútbol más importante de San Marino era el San Marino Calcio, que era el único club profesional del país y que participaba en las competiciones italianas, hasta su desaparición en el año 2019. Los demás clubes juegan en la liga de fútbol sanmarinense. La selección nacional de fútbol es considerada, según el ranking FIFA (desde que participa oficialmente), como una de los equipos más débiles en las Eurocopas o Mundiales. La Selección sólo ha ganado cuatro partidos, y el 18 de noviembre de 2024 consiguió su último triunfo en una competición oficial.

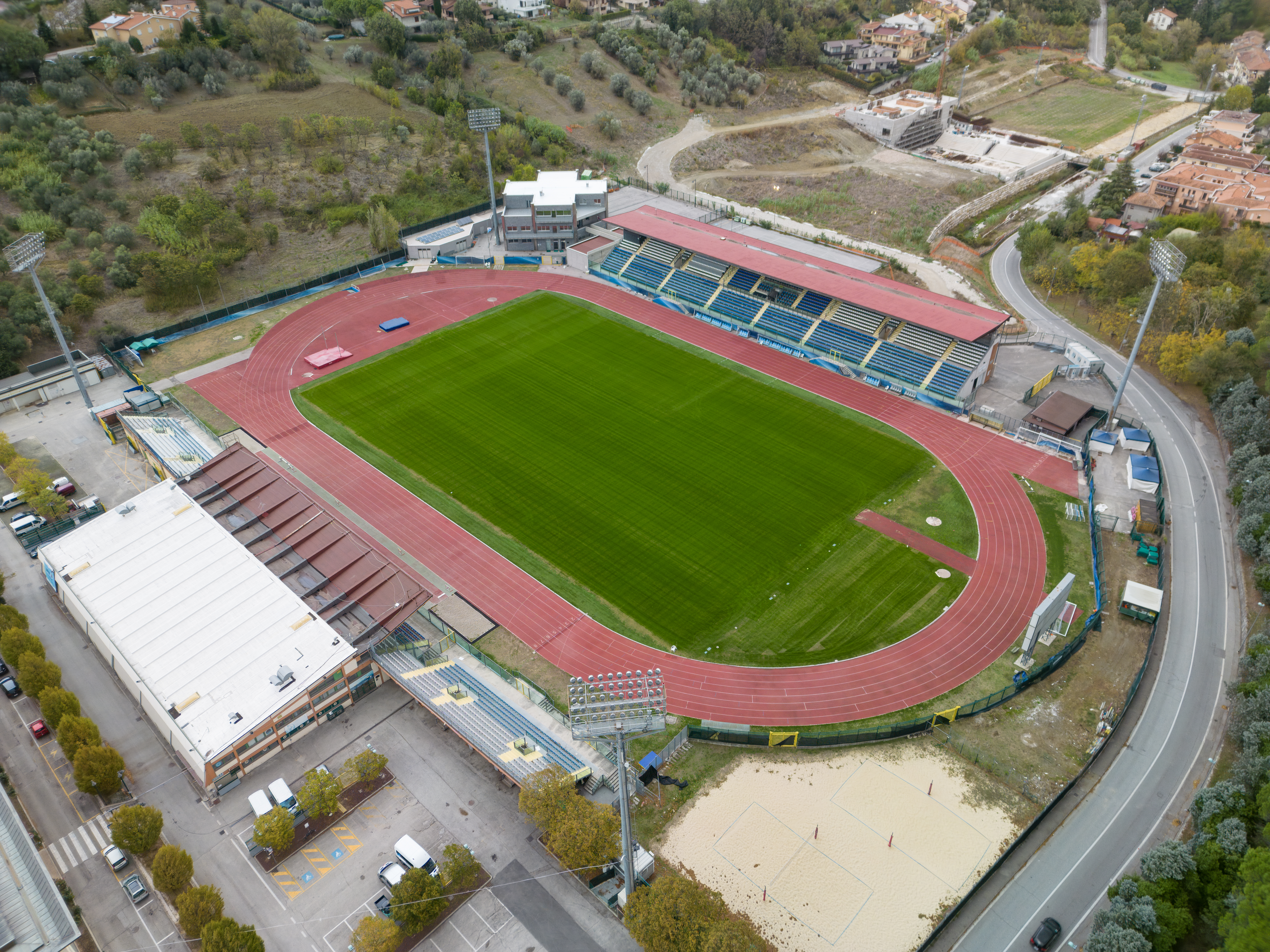
El Estadio San Marino o Estadio Olímpico de Serravalle, sede de la selección nacional de fútbol

Aunque San Marino sólo tiene 30 000 habitantes, existe un campeonato nacional organizado por la FSGC (Federazione Sammarinese Giuoco Calcio, fundada en 1931) con 15 equipos. En la primera fase del campeonato, los equipos compiten entre sí en dos grupos de siete y ocho equipos. Los tres mejores equipos de cada grupo participarán en una ronda final. El campeón sanmarinense participa en la primera ronda de clasificación de la Liga de Campeones de la UEFA, pero ningún equipo sanmarinense ha llegado a la primera ronda.
La selección nacional de San Marino existe desde 1986, y perdió su primer partido contra el equipo olímpico de Canadá por 0-1. La selección de San Marino jugó su primer partido oficial como equipo nacional en la FIFA el 14 de noviembre de 1990 contra Suiza en la fase de clasificación para el Campeonato de Europa de 1992; San Marino perdió por 0-4. Un momento destacado de la historia del fútbol de San Marino fue el 1-0 contra Inglaterra el 17 de noviembre de 1993. A los ocho segundos, Davide Gualtieri marcó el gol más rápido de la historia de los partidos internacionales. Sin embargo, San Marino también perdió este partido (1:7). La derrota más abultada del equipo se produjo en un partido de clasificación para la Eurocopa disputado en el Estadio Olímpico de Serravalle contra Alemania el 6 de septiembre de 2006, con un resultado de 0:13. El equipo está formado casi exclusivamente por aficionados, y actualmente (2021) varios jugadores juegan en la tercera división italiana (Serie C).
La selección nacional sólo ha ganado tres veces: El 29 de abril de 2004, bajo la dirección de Giampaolo Mazza, la selección de Liechtenstein fue derrotada por 1-0 en un partido amistoso, y la victoria el 5 de septiembre de 2024 en nations league contra la misma selección ganando 1-0 con el único gol siendo de Sensoli al minuto 53. La última ocasión fue el 18 de noviembre del 2024, también por nations league, también contra la misma selección, ganando 3-1, lo que representa hasta el día de hoy su única victoria en condición de visitante, esta victoria significo el ascenso hacia la liga C de la nations league. Las estadísticas también reflejan empates contra Liechtenstein, Letonia, Estonia y Turquía. Por otro lado, hay 83 derrotas. En la clasificación mundial de la FIFA de febrero de 2022, la selección de San Marino ocupa el puesto 210 y, por tanto, el último, con 780,33 puntos.

### Béisbol
El béisbol también es muy conocido en la República de San Marino, hasta el punto de que la Selección Nacional de Béisbol de San Marino ha participado en dos ocasiones en los Campeonatos de Europa, quedando en quinta posición en 1971 y en sexta en 1985. El país posee también su propia federación de Softbol y la ciudad de San Marino es también la sede del Club de Béisbol de San Marino, que participa en el campeonato italiano de béisbol con excelentes resultados, jugando en la serie A1. 
Ha ganado la serie italiana de béisbol en cuatro ocasiones, en 2008, 2011, 2012 y 2013, así como la Copa de Italia en dos ocasiones. Gracias a una norma especial, el equipo participa permanentemente en la Copa de Europa (competición reservada a los ganadores de los distintos campeonatos nacionales) como único representante de su país, aunque juegue en una liga extranjera. 
La regla también se aplicaba cuando el equipo, tras el descenso, jugaba en la serie A2. En esta última competición, el club sanmarinense ha triunfado en tres ocasiones, logrando la hazaña de llevar el título de campeón de Europa a la sombra del Titán. La principal instalación deportiva utilizada para el béisbol es el Estadio de Béisbol de Serravalle (Stadio di baseball di Serravalle), con un aforo de 1500 espectadores.

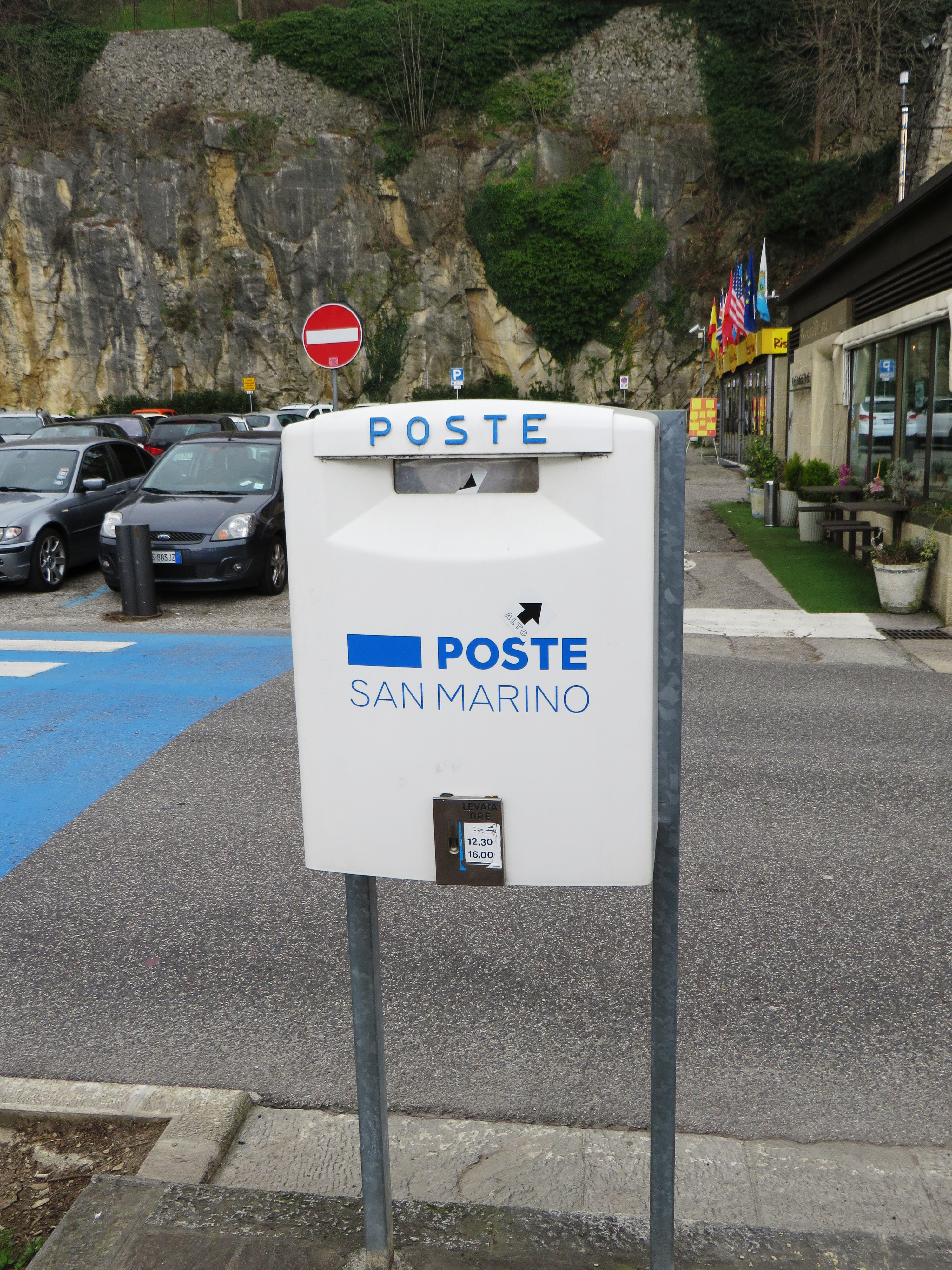
Buzón de correo público en el casco antiguo de la ciudad de San Marino

## Servicios postales
Poste San Marino es la entidad pública encargada de gestionar el servicio postal en la República de San Marino. La empresa depende de la Secretaría de Estado de Trabajo, Cooperación y Correos.
Para la correspondencia postal enviada desde el extranjero, la República de San Marino utiliza un código postal italiano, adoptado convencionalmente como si las oficinas de correos de la República fueran agencias de la provincia italiana de Rímini, y en particular de la carretera IX.
Para la correspondencia interna, la administración postal de San Marino ha preparado códigos internos compuestos por un carácter alfabético seguido de uno numérico. Estos códigos están prácticamente inutilizados, sobre todo desde 1997, cuando la revisión de la codificación postal de las nuevas provincias italianas establecida en 1992 condujo a la supresión del código único asignado a la República, el 47031 (perteneciente a la provincia de Forlì y a la carretera III de Cesena) y a su sustitución por códigos específicos para cada oficina de correos de la República.